# Liste des lignes de bus du Beauvaisis
Les lignes de bus du Beauvaisis constituent un réseau de transport en commun desservant l'ensemble des communes de la communauté d'agglomération du Beauvaisis dont sa commune centre, Beauvais. Ces lignes font partie du réseau Corolis exploité par Transdev Beauvaisis Mobilités, filiale du groupe Transdev.

## Réseau actuel
À la suite des résultats du plan de déplacements urbains approuvé en 2013, et de ceux du récent rapport de la chambre régionale des comptes du Nord-Pas-de-Calais-Picardie, la communauté d'agglomération du Beauvaisis, autorité organisatrice de la mobilité sur son territoire, a décidé d’engager une restructuration profonde du réseau de transport en commun du Beauvaisis. Le plan, baptisé « Fréquence bus » par les élus de l’agglomération, a été intégré à la nouvelle délégation de service public du réseau qui a pris effet le 1er janvier 2016 dernier. Cette DSP confie de nouveau la gestion du réseau à Cabaro (membre du groupe Transdev), par le biais d’une nouvelle société : Beauvaisis Mobilités. Dans le cadre de ce plan, le réseau subit le 29 août 2016 une restructuration profonde, la plus importante depuis la création du précédent réseau en 1978, incluant la fusion de tracés existants, la suppression de doublons voire de tracé dans certaines rues, ainsi que de la suppression d’une cinquantaine d'arrêts.

### Lignes «Chrono»
| Ligne | Caractéristiques | Caractéristiques       | Caractéristiques       | Caractéristiques       | Caractéristiques                                                                                               | Caractéristiques                              | Caractéristiques                         | Caractéristiques       | Caractéristiques                         |
| C1    | Chrono 1 | Chrono 1               | Chrono 1               | Chrono 1               | Chrono 1 | Chrono 1                                      | Chrono 1                                 | Chrono 1               | Chrono 1                                 |
| C1    | Argentine ⥋ Saint-Jean | Argentine ⥋ Saint-Jean | Argentine ⥋ Saint-Jean | Argentine ⥋ Saint-Jean | Argentine ⥋ Saint-Jean                                                                                         | Argentine ⥋ Saint-Jean                        | Argentine ⥋ Saint-Jean                   | Argentine ⥋ Saint-Jean | Argentine ⥋ Saint-Jean                   |
| ----- | --- | ---------------------- | ---------------------- | ---------------------- | --- | --------------------------------------------- | ---------------------------------------- | ---------------------- | ---------------------------------------- |
| C1    | Ouverture / Fermeture 29 août 2016 / — | Longueur 7,2 km        | Durée 30-35 min        | Nb. d’arrêts 21        | Matériel NewA330 GNV Citelis 12 GNV GX 327 GNV NewA330 Hyb Lion's City Hybrid Urbanway 12 GNV Lion's City 12 E | Jours de fonctionnement L, Ma, Me, J, V, S, D | Jour / Soir / Nuit / Fêtes O / O / N / O | Voy. / an —            | Exploitant Transdev Beauvaisis Mobilités |
| C1    | Desserte : - Commune : Beauvais - Quartiers : Argentine, Centre-ville, Saint-Jean - Principaux lieux desservis : Centre commercial Berry Argentine, CPAM de l'Oise, Parc Joséphine Baker, Association Culturelle Argentine (ASCA), Médiathèque Argentine, Cinéma Agnès Varda, Centre commercial Les Champs Dolents, Salle Pierre de Coubertin, Lycée Félix Faure, Statues des quatre Maréchaux, Centre commercial Jeu de Paume, I.U.T. Picardie Jules Verne, Collège Jean-Baptiste Pellerin, Lycée professionnel Les Jacobins, Lycée privé Saint-Vincent-de-Paul, Gare de Beauvais, Square Jules Brière, Cinespace, Gare routière interurbaine, Hôtel de ville de Beauvais, Centre-ville de Beauvais, Place Jeanne Hachette, Église Saint-Étienne de Beauvais, Lycée François Truffaut, Lycée professionnel Jean-Baptiste Corot, Salle Jacques Brel - École de cirque La Batoude, Collège Charles Fauqueux, Médiathèque Saint-Jean. - Arrêts non accessibles aux personnes à mobilité réduite : Jean Moulin, Thiérache, Clos Forest, Côte d'Amiens, Île de France (vers Argentine), Bellevue, Saint-Jean.                                                              |                        |                        |                        | |                                               |                                          |                        |                                          |
| C1    | Autre : - Amplitude horaire et fréquence : - de septembre à juin : - du lundi au samedi : de 5 h 15 à 21 h 50 à raison d'un bus toutes les 15 minutes. - dimanches et jours fériés : de 8 h 50 à 22 h 0 à raison d'un bus toutes les 65 minutes. - juillet et août : - du lundi au samedi : de 5 h 20 à 21 h 30 à raison d'un bus toutes les 20 minutes. - dimanches et jours fériés : de 8 h 50 à 22 h 0 à raison d'un bus toutes les 65 minutes. - Date de dernière mise à jour : 9 septembre 2023. |                        |                        |                        | |                                               |                                          |                        |                                          |
| C1    | Dernière actualisation : — |                        |                        |                        | |                                               |                                          |                        |                                          |
| C2    | Chrono 2 | Chrono 2               | Chrono 2               | Chrono 2               | Chrono 2 | Chrono 2                                      | Chrono 2                                 | Chrono 2               | Chrono 2                                 |
| C2    | Campus UniLaSalle / Hôpital ⥋ Délie |                        |                        |                        | |                                               |                                          |                        |                                          |
| C2    | Ouverture / Fermeture 29 août 2016 / — | Longueur 12,3 km       | Durée 40-50 min        | Nb. d’arrêts 32        | Matériel NewA330 GNV Citelis 12 GNV GX 327 GNV NewA330 Hyb Lion's City Hybrid Urbanway 12 GNV Lion's City 12 E | Jours de fonctionnement L, Ma, Me, J, V, S, D | Jour / Soir / Nuit / Fêtes O / O / N / O | Voy. / an —            | Exploitant Transdev Beauvaisis Mobilités |
| C2    | Desserte : - Commune : Beauvais - Quartiers : Saint-Lucien, Centre-ville, Saint-Jean, Voisinlieu - Principaux lieux desservis : Institut polytechnique UniLaSalle Beauvais, Bois Brûlet, Centre Hospitalier de Beauvais (C.H.B.), Centre commercial Saint-Lucien, Conseil départemental de l'Oise, Préfecture de l'Oise, Préfecture - Espace Europe, Collège Jules Michelet, Inspection académique, MUDO - Musée de l'Oise, Cathédrale Saint-Pierre de Beauvais, Hôtel de ville de Beauvais, Place Jeanne Hachette, Centre-ville de Beauvais, Espace culturel François Mitterrand, CAF de l'Oise, Église Saint-Étienne de Beauvais, Lycée François Truffaut, Piscine Aldebert Bellier, Commissariat de police, Médiathèque Saint-Jean, Collège Charles Fauqueux, Centre commercial Jean Rostand, Clinique du Parc Saint-Lazare, Maladrerie Saint-Lazare, Théâtre du Beauvaisis - Hors les murs, Chambre de commerce et de l'industrie de l'Oise, Lycée Paul Langevin, Z.A.C. de Thère, Centre commercial Faubourg Saint-Lazare. - Arrêts non accessibles aux personnes à mobilité réduite : Isaac (vers Hôpital), Victor Hugo, Amyot d'Inville, Vivaldi, Jean Rostand. |                        |                        |                        | |                                               |                                          |                        |                                          |
| C2    | Autre : - Amplitude horaire et fréquence : - de septembre à juin : - du lundi au samedi : de 5 h 40 à 21 h 55 avec un bus toutes les 15 minutes. - dimanches et jours fériés : de 9 h 20 à 21 h 0 avec un bus toutes les 120 à 135 minutes. - juillet et août : - du lundi au samedi : de 5 h 40 à 22 h 0 avec un bus toutes les 20 minutes. - dimanches et jours fériés : de 9 h 0 à 22 h 0 avec un bus toutes les 2 heures. - Particularités : - L'arrêt Campus UniLaSalle est desservi par un bus sur 3 environ du lundi au samedi et le dimanche en fin de journée. - Date de dernière mise à jour : 9 septembre 2023. |                        |                        |                        | |                                               |                                          |                        |                                          |
| C2    | Dernière actualisation : — |                        |                        |                        | |                                               |                                          |                        |                                          |

### Lignes urbaines
| Ligne | Caractéristiques | Caractéristiques                             | Caractéristiques                             | Caractéristiques                             | Caractéristiques                                                                                    | Caractéristiques                              | Caractéristiques                             | Caractéristiques                             | Caractéristiques                             |
| 3     | Ruisselets ⥋ Délie | Ruisselets ⥋ Délie                           | Ruisselets ⥋ Délie                           | Ruisselets ⥋ Délie                           | Ruisselets ⥋ Délie                                                                                  | Ruisselets ⥋ Délie                            | Ruisselets ⥋ Délie                           | Ruisselets ⥋ Délie                           | Ruisselets ⥋ Délie                           |
| ----- | --- | -------------------------------------------- | -------------------------------------------- | -------------------------------------------- | --------------------------------------------------------------------------------------------------- | --------------------------------------------- | -------------------------------------------- | -------------------------------------------- | -------------------------------------------- |
| 3     | Ouverture / Fermeture 29 août 2016 / — | Longueur 11,6 km                             | Durée 35-40 min                              | Nb. d’arrêts 25                              | Matériel NewA330 GNV Citelis 12 GNV GX 327 GNV NewA330 Hyb Urbanway 12 GNV Lion's City 12 E         | Jours de fonctionnement L, Ma, Me, J, V, S, D | Jour / Soir / Nuit / Fêtes O / N / N / O     | Voy. / an —                                  | Exploitant Transdev Beauvaisis Mobilités     |
| 3     | Desserte : - Commune : Beauvais - Quartiers : Notre-Dame-du-Thil, Centre-ville, Voisinlieu - Principaux lieux desservis : Stade Jules Ladoumègue, Parc Marcel Dassault, Collège George Sand, Gymnase Robert Porte, Centre commercial Place de Noailles, Église Notre-Dame-du-Thil de Beauvais, Tour Saint-Lucien, Cimetière général de Beauvais, Maison Gréber, Lycée Jeanne Hachette, Collège Jules Michelet, MUDO - Musée de l'Oise, Cathédrale Saint-Pierre de Beauvais, Hôtel de ville de Beauvais, Place Jeanne Hachette, Centre-ville de Beauvais, Espace culturel François Mitterrand, CAF de l'Oise, Église Saint-Étienne de Beauvais, Gare routière interurbaine, Gare de Beauvais, Zone d'activités de la vallée du Thérain, Lycée Paul Langevin, Centre de réadaptation fonctionnelle Saint-Lazare, Z.A.C. de Thère, Centre commercial Faubourg Saint-Lazare. - Arrêts non accessibles aux personnes à mobilité réduite : Calais (vers Délie), Caron, Franc Marché, Jeanne Hachette (vers Ruisselets), Amyot d'Inville, Gare Routière (vers Délie). |                                              |                                              |                                              | |                                               |                                              |                                              |                                              |
| 3     | Autre : - Amplitude horaire et fréquence : - de septembre à juin : - du lundi au samedi : de 7 h 10 à 19 h 55 avec un bus toutes les 30 à 35 minutes. - dimanches et jours fériés : de 9 h 10 à 19 h 35 avec un bus toutes les 120 à 150 minutes. - juillet et août : - du lundi au samedi : de 7 h 10 à 21 h 10 avec un bus toutes les 40 minutes. - dimanches et jours fériés : de 8 h 55 à 18 h 40 avec un bus toutes les 2 heures environ. - Particularités : - Les dimanches et jours fériés, la ligne ne circule qu'entre Hôtel de Ville et Ruisselets. - Date de dernière mise à jour : 9 septembre 2023. |                                              |                                              |                                              | |                                               |                                              |                                              |                                              |
| 3     | Dernière actualisation : — |                                              |                                              |                                              | |                                               |                                              |                                              |                                              |
| 4     | Élispace – Parc Marcel Dassault ⥋ Maladrerie | Élispace – Parc Marcel Dassault ⥋ Maladrerie | Élispace – Parc Marcel Dassault ⥋ Maladrerie | Élispace – Parc Marcel Dassault ⥋ Maladrerie | Élispace – Parc Marcel Dassault ⥋ Maladrerie                                                        | Élispace – Parc Marcel Dassault ⥋ Maladrerie  | Élispace – Parc Marcel Dassault ⥋ Maladrerie | Élispace – Parc Marcel Dassault ⥋ Maladrerie | Élispace – Parc Marcel Dassault ⥋ Maladrerie |
| 4     | Ouverture / Fermeture 29 août 2016 / — | Longueur 11,8 km                             | Durée 35-45 min                              | Nb. d’arrêts 33                              | Matériel NewA330 GNV Citelis 12 GNV GX 327 GNV NewA330 Hyb Urbanway 12 GNV K9 eBus Lion's City 12 E | Jours de fonctionnement L, Ma, Me, J, V, S    | Jour / Soir / Nuit / Fêtes O / N / N / N     | Voy. / an —                                  | Exploitant Transdev Beauvaisis Mobilités     |
| 4     | Desserte : - Commune : Beauvais - Quartiers : Argentine, Marissel, Centre-ville, Voisinlieu, Saint-Jean. - Principaux lieux desservis : Parc Marcel Dassault, Aquaspace, Patinoire de Beauvais, Pôle tennistique, Elispace, Proméo formation Beauvais, Chambre des Métiers et de l'Artisannat de l'Oise, Stade Marcel Communeau, Cimetière du Tilloy, Crématorium, Centre de formation des apprentis, Archives départementales de l'Oise, Pôle Médical Maidstone, Centre commercial Intermarché Nord, Collège Henri Baumont, Centre commercial Les Champs Dolents, CPAM de l'Oise, Parc Joséphine Baker, Association Culturelle Argentine (ASCA), Médiathèque Argentine, Cinéma Agnès Varda, Centre commercial Berry Argentine, Parc Kennedy, Collège Jean-Baptiste Pellerin, Cinespace, Gare de Beauvais, Square Jules Brière, Gare routière interurbaine, Église Saint-Étienne de Beauvais, Hôtel de ville de Beauvais, Centre-ville de Beauvais, Place Jeanne Hachette, Lycée François Truffaut, Maladrerie Saint-Lazare, Clinique du Parc Saint-Lazare, Institution du Saint-Esprit, Centre de Biologie Oise-Picardie. - Arrêts non accessibles aux personnes à mobilité réduite : Jean Moulin, Blancs Pains, Flandres, Cinespace (vers Maladrerie). |                                              |                                              |                                              | |                                               |                                              |                                              |                                              |
| 4     | Autre : - Amplitude horaire et fréquence : - du lundi au vendredi : de 6 h 50 à 18 h 55 avec un bus toutes les 30 à 45 minutes. - samedis : de 7 h 20 à 18 h 55 avec un bus toutes les 30 à 45 minutes. - Particularités : - La desserte de la boucle Saint-Esprit n'est effectuée que cinq fois par jour. - Date de dernière mise à jour : 9 septembre 2023. |                                              |                                              |                                              | |                                               |                                              |                                              |                                              |
| 4     | Dernière actualisation : — |                                              |                                              |                                              | |                                               |                                              |                                              |                                              |
| 5     | Châtaigniers ⥋ Moulin de Bracheux | Châtaigniers ⥋ Moulin de Bracheux            | Châtaigniers ⥋ Moulin de Bracheux            | Châtaigniers ⥋ Moulin de Bracheux            | Châtaigniers ⥋ Moulin de Bracheux                                                                   | Châtaigniers ⥋ Moulin de Bracheux             | Châtaigniers ⥋ Moulin de Bracheux            | Châtaigniers ⥋ Moulin de Bracheux            | Châtaigniers ⥋ Moulin de Bracheux            |
| 5     | Ouverture / Fermeture 29 août 2016 / — | Longueur 11,3 km                             | Durée 40 min                                 | Nb. d’arrêts 33                              | Matériel Citelis 12 GNV NewA330 GNV NewA330 Hyb Urbanway 12 GNV Lion's City 12 E                    | Jours de fonctionnement L, Ma, Me, J, V, S    | Jour / Soir / Nuit / Fêtes O / N / N / N     | Voy. / an —                                  | Exploitant Transdev Beauvaisis Mobilités     |
| 5     | Desserte : - Communes : Beauvais - Quartiers : Saint-Just-des-Marais, Centre-ville, Marissel - Principaux lieux desservis : Bois du Parc, Cimetière de Saint-Just-des-Marais, Stade Barbier, Gymnase Raymond Briard, Parc Urbain, Centre commercial Saint-Quentin, Collège Jules Michelet, MUDO - Musée de l'Oise, Cathédrale Saint-Pierre de Beauvais, Hôtel de ville de Beauvais, Place Jeanne Hachette, Centre-ville de Beauvais, Espace culturel François Mitterrand, CAF de l'Oise, Église Saint-Étienne de Beauvais, Gare routière interurbaine, Square Jules Brière, Gare de Beauvais, Lycée privé Saint-Vincent-de-Paul, Lycée professionnel Les Jacobins, Collège Jean-Baptiste Pellerin, I.U.T. Picardie Jules Verne, Centre commercial Jeu de Paume, Parc de la Fosse à Baillevent, Église Notre-Dame de Marissel, Cimetière de Marissel, Chapelle de Bracheux, Z.A.C. de Thère - Secteur Pont Laverdure. - Arrêts non accessibles aux personnes à mobilité réduite : Savignies, Amyot d'Inville, École (vers Châtaigniers), Cagneux, Bracheux (vers Châtaigniers). |                                              |                                              |                                              | |                                               |                                              |                                              |                                              |
| 5     | Autre : - Amplitude horaire et fréquence : - du lundi au samedi : de 6 h 45 à 20 h 35 avec un bus toutes les 35 à 45 minutes. - Date de dernière mise à jour : 9 septembre 2023. |                                              |                                              |                                              | |                                               |                                              |                                              |                                              |
| 5     | Dernière actualisation : — |                                              |                                              |                                              | |                                               |                                              |                                              |                                              |
| 6     | Hôtel de Ville ⥋ Tillé – Aéroport | Hôtel de Ville ⥋ Tillé – Aéroport            | Hôtel de Ville ⥋ Tillé – Aéroport            | Hôtel de Ville ⥋ Tillé – Aéroport            | Hôtel de Ville ⥋ Tillé – Aéroport                                                                   | Hôtel de Ville ⥋ Tillé – Aéroport             | Hôtel de Ville ⥋ Tillé – Aéroport            | Hôtel de Ville ⥋ Tillé – Aéroport            | Hôtel de Ville ⥋ Tillé – Aéroport            |
| 6     | Ouverture / Fermeture 29 août 2016 / — | Longueur 9 km                                | Durée 25-30 min                              | Nb. d’arrêts 15                              | Matériel K9 eBus NewA330 Hyb Lion's City 12 E                                                       | Jours de fonctionnement L, Ma, Me, J, V, S, D | Jour / Soir / Nuit / Fêtes O / N / N / O     | Voy. / an —                                  | Exploitant Transdev Beauvaisis Mobilités     |
| 6     | Desserte : - Communes : Beauvais – Tillé - Quartiers : Centre-ville, Argentine - Principaux lieux desservis : Hôtel de ville de Beauvais, Centre-ville de Beauvais, Place Jeanne Hachette, Gare routière interurbaine, Gare de Beauvais, Lycée privé Saint-Vincent-de-Paul, Lycée professionnel Les Jacobins, Collège Jean-Baptiste Pellerin, I.U.T. Picardie Jules Verne, Centre commercial Jeu de Paume, Statues des quatre Maréchaux, Lycée Félix Faure, Salle Pierre de Coubertin, Nécropole nationale de Marissel à Beauvais, Centre commercial Intermarché Nord, Parc Marcel Dassault, Aquaspace, Elispace, Patinoire de Beauvais, Pôle tennistique, Zone d'activités des Tilleuls, Mairie de Tillé, Aéroport de Beauvais-Tillé. - Arrêts non accessibles aux personnes à mobilité réduite : Maillart, Hortensias (vers Hôtel de Ville), Lilas, Tillé – Centre, Tillé – Mairie. |                                              |                                              |                                              | |                                               |                                              |                                              |                                              |
| 6     | Autre : - Amplitude horaire et fréquence : - du lundi au samedi : de 7 h 0 à 20 h 35 avec un bus toutes les 30 minutes en heures de pointe et toutes les 45 à 60 minutes en heures creuses. - dimanches et jours fériés : de 8 h 0 à 18 h 50 avec un bus toutes les 60 minutes. - Particularités : - La desserte du centre de Tillé est effectuée à certaines heures seulement et uniquement en direction de Beauvais. - L'arrêt Tilleuls en direction de Tillé est desservi tous les jours sur demande. En direction de Beauvais, cet arrêt n'est desservi qu'à certaines heures uniquement du lundi au samedi. - Lorsque la ligne 6 ne circule pas, la Navette Express Hôtels prend le relais. - Date de dernière mise à jour : 9 septembre 2023. |                                              |                                              |                                              | |                                               |                                              |                                              |                                              |
| 6     | Dernière actualisation : — |                                              |                                              |                                              | |                                               |                                              |                                              |                                              |
| 7     | Hôpital ⥋ Délie | Hôpital ⥋ Délie                              | Hôpital ⥋ Délie                              | Hôpital ⥋ Délie                              | Hôpital ⥋ Délie                                                                                     | Hôpital ⥋ Délie                               | Hôpital ⥋ Délie                              | Hôpital ⥋ Délie                              | Hôpital ⥋ Délie                              |
| 7     | Ouverture / Fermeture 29 août 2016 / — | Longueur 8 km                                | Durée 35 min                                 | Nb. d’arrêts 24                              | Matériel NewA330 GNV NewA330 Hyb Urbanway 12 GNV Lion's City 12 E                                   | Jours de fonctionnement L, Ma, Me, J, V, S    | Jour / Soir / Nuit / Fêtes O / N / N / N     | Voy. / an —                                  | Exploitant Transdev Beauvaisis Mobilités     |
| 7     | Desserte : - Commune : Beauvais - Quartiers : Saint-Lucien, Notre-Dame-du-Thil, Argentine, Marissel, Voisinlieu. - Principaux lieux desservis : Centre Hospitalier de Beauvais (C.H.B.), Bois Brûlet, Église Notre-Dame-du-Thil de Beauvais, Tour Saint-Lucien, Centre commercial Place de Noailles, Centre commercial Intermarché Nord, Pôle médical Maidstone, Collège Henri Baumont, Centre commercial Les Champs Dolents, Parc Joséphine Baker, Association Culturelle Argentine (ASCA), Médiathèque Argentine, Cinéma Agnès Varda, CPAM de l'Oise, Centre commercial Berry Argentine, Stade Pierre Brisson, Z.A.C. de Thère, Usine Massey Ferguson, Centre commercial Faubourg Saint-Lazare. - Arrêts non accessibles aux personnes à mobilité réduite : Bois Brûlet (vers Hôpital), Jean Moulin, Blancs Pains, Stade (vers Délie), Bracheux (vers Délie), Cagneux, École (vers Délie). |                                              |                                              |                                              | |                                               |                                              |                                              |                                              |
| 7     | Autre : - Amplitude horaire : - du lundi au samedi : de 6 h 40 à 18 h 40 avec un bus toutes les 120 minutes. - Particularités : - Il s'agit de la ligne 7 de l'ancien réseau. Le trajet a été raccourci à Délie et les bus ont tous Hôpital comme terminus. - Date de dernière mise à jour : 9 septembre 2023. |                                              |                                              |                                              | |                                               |                                              |                                              |                                              |
| 7     | Dernière actualisation : — |                                              |                                              |                                              | |                                               |                                              |                                              |                                              |
| 8     | Hôtel de ville ⥋ Plan d'eau du Canada | Hôtel de ville ⥋ Plan d'eau du Canada        | Hôtel de ville ⥋ Plan d'eau du Canada        | Hôtel de ville ⥋ Plan d'eau du Canada        | Hôtel de ville ⥋ Plan d'eau du Canada                                                               | Hôtel de ville ⥋ Plan d'eau du Canada         | Hôtel de ville ⥋ Plan d'eau du Canada        | Hôtel de ville ⥋ Plan d'eau du Canada        | Hôtel de ville ⥋ Plan d'eau du Canada        |
| 8     | Ouverture / Fermeture 1er juillet 2017 / — | Longueur 5 km                                | Durée 15 min                                 | Nb. d’arrêts 11                              | Matériel NewA330 GNV GX 327 GNV Lion's City 12 E                                                    | Jours de fonctionnement L, Ma, Me, J, V, S, D | Jour / Soir / Nuit / Fêtes O / N / N / O     | Voy. / an —                                  | Exploitant Transdev Beauvaisis Mobilités     |
| 8     | Desserte : - Commune : Beauvais - Quartiers : Centre-ville, Saint-Lucien - Principaux lieux desservis : Hôtel de ville de Beauvais, Place Jeanne Hachette, Église Saint-Étienne de Beauvais, Centre-ville de Beauvais, Espace culturel François Mitterrand, CAF de l'Oise, MUDO - Musée de l'Oise, Cathédrale Saint-Pierre de Beauvais, Collège Jules Michelet, Préfecture - Espace Europe, Préfecture de l'Oise, Conseil départemental de l'Oise, Centre commercial Saint-Lucien, Écospace de la Mie au Roy, Parc de loisirs Cariwood, Bois Brûlet, Plan d'eau du Canada. - Arrêts non accessibles aux personnes à mobilité réduite : Amyot d'Inville, Victor Hugo, Prache. |                                              |                                              |                                              | |                                               |                                              |                                              |                                              |
| 8     | Autre : - Amplitude horaire et fréquence : - du lundi au dimanche : de 8 h 45 à 18 h 35 avec un bus toutes les 80 minutes. - Particularités : - La ligne fonctionne du 1er avril au 30 septembre, les samedis et dimanches en période scolaire et tous les jours pendant les vacances scolaires. - Date de dernière mise à jour : 9 septembre 2023. |                                              |                                              |                                              | |                                               |                                              |                                              |                                              |
| 8     | Dernière actualisation : — |                                              |                                              |                                              | |                                               |                                              |                                              |                                              |

### Navettes
| Ligne | Caractéristiques | Caractéristiques                                          | Caractéristiques                                          | Caractéristiques                                          | Caractéristiques                                          | Caractéristiques                                          | Caractéristiques                                          | Caractéristiques                                          | Caractéristiques                                          |
| NA    | Navette Express Hôtels | Navette Express Hôtels                                    | Navette Express Hôtels                                    | Navette Express Hôtels                                    | Navette Express Hôtels                                    | Navette Express Hôtels                                    | Navette Express Hôtels                                    | Navette Express Hôtels                                    | Navette Express Hôtels                                    |
| NA    | Hôtel de Ville ⥋ Tillé – Aéroport | Hôtel de Ville ⥋ Tillé – Aéroport                         | Hôtel de Ville ⥋ Tillé – Aéroport                         | Hôtel de Ville ⥋ Tillé – Aéroport                         | Hôtel de Ville ⥋ Tillé – Aéroport                         | Hôtel de Ville ⥋ Tillé – Aéroport                         | Hôtel de Ville ⥋ Tillé – Aéroport                         | Hôtel de Ville ⥋ Tillé – Aéroport                         | Hôtel de Ville ⥋ Tillé – Aéroport                         |
| ----- | --- | --------------------------------------------------------- | --------------------------------------------------------- | --------------------------------------------------------- | --------------------------------------------------------- | --------------------------------------------------------- | --------------------------------------------------------- | --------------------------------------------------------- | --------------------------------------------------------- |
| NA    | Ouverture / Fermeture — / — | Longueur 17,2 km                                          | Durée 45 min                                              | Nb. d’arrêts 13                                           | Matériel GX 327 GNV NewA330 Hyb                           | Jours de fonctionnement L, Ma, Me, J, V, S, D             | Jour / Soir / Nuit / Fêtes O / O / O / O                  | Voy. / an —                                               | Exploitant Transdev Beauvaisis Mobilités                  |
| NA    | Desserte : - Communes : Beauvais – Tillé - Quartiers : Centre-ville, Voisinlieu, Argentine - Principaux lieux desservis : Hôtel de ville de Beauvais, Place Jeanne Hachette, Église Saint-Étienne de Beauvais, Centre-ville de Beauvais, Gare de Beauvais, Cimetière de Voisinlieu, Z.A.C de Thère, Centre commercial Faubourg Saint-Lazare, Stade Pierre Brisson, Aéroport de Beauvais-Tillé, Elispace, Aquaspace, Patinoire de Beauvais, Pôle tennistique, Parc Marcel Dassault, MUDO - Musée de l'Oise, Cathédrale Saint-Pierre de Beauvais. - Hôtels desservis : Hôtel Victor, Le Chenal, Kyriad, Première classe, B&B, Balladins, Campanile, Ibis Styles, Formule 1, Hostellerie Saint-Vincent, Ibis, City Hôtel, Hôtel de la Résidence, Hôtel du Palais, Mercure Beauvais Centre, Hôtel de la Cathédrale, Hôtel du Cygne. - Arrêts non accessibles aux personnes à mobilité réduite : Kennedy, Maillart, Amyot d'Inville. |                                                           |                                                           |                                                           |                                                           |                                                           |                                                           |                                                           |                                                           |
| NA    | Autre : - Amplitude horaire et fréquence : - du lundi au dimanche : de 4 h 30 à 9 h 10 et de 19 h 50 à 23 h 50 avec un bus toutes les 60 minutes. - Particularités : - La navette complète la desserte de la ligne 6. - Cette navette bénéficie d'une tarification spéciale. - Date de dernière mise à jour : 9 septembre 2023. |                                                           |                                                           |                                                           |                                                           |                                                           |                                                           |                                                           |                                                           |
| NA    | Dernière actualisation : — |                                                           |                                                           |                                                           |                                                           |                                                           |                                                           |                                                           |                                                           |
| GB    | GratuitBus — Navette gratuite du centre-ville de Beauvais | GratuitBus — Navette gratuite du centre-ville de Beauvais | GratuitBus — Navette gratuite du centre-ville de Beauvais | GratuitBus — Navette gratuite du centre-ville de Beauvais | GratuitBus — Navette gratuite du centre-ville de Beauvais | GratuitBus — Navette gratuite du centre-ville de Beauvais | GratuitBus — Navette gratuite du centre-ville de Beauvais | GratuitBus — Navette gratuite du centre-ville de Beauvais | GratuitBus — Navette gratuite du centre-ville de Beauvais |
| GB    | (Circulaire) Parking Saint-Quentin ⥋ via Palais de Justice, Hôtel de Ville et Buzanval - Jeu de Paume |                                                           |                                                           |                                                           |                                                           |                                                           |                                                           |                                                           |                                                           |
| GB    | Ouverture / Fermeture 29 août 2016 / — | Longueur 3 km                                             | Durée 15 min                                              | Nb. d’arrêts 11                                           | Matériel Bluebus 6                                        | Jours de fonctionnement L, Ma, Me, J, V, S                | Jour / Soir / Nuit / Fêtes O / N / N / N                  | Voy. / an —                                               | Exploitant Transdev Beauvaisis Mobilités                  |
| GB    | Desserte : - Commune : Beauvais - Quartiers : Centre-ville - Principaux lieux desservis : Centre commercial Saint-Quentin, Caserne Watrin, Palais de justice de Beauvais, Banque de France, Hôtel de ville de Beauvais, Centre-ville de Beauvais, Place Jeanne Hachette, Église Saint-Étienne de Beauvais, Espace culturel François Mitterrand, Centre commercial Jeu de Paume, Cathédrale Saint-Pierre de Beauvais, CAF de l'Oise, Collège Jules Michelet, MUDO - Musée de l'Oise. - Arrêts non accessibles aux personnes à mobilité réduite : Teinturiers, Banque de France, Amyot d'Inville. |                                                           |                                                           |                                                           |                                                           |                                                           |                                                           |                                                           |                                                           |
| GB    | Autre : - Amplitude horaire et fréquence : - du lundi au samedi : de 8 h 0 à 12 h 15 et de 13 h 40 à 19 h 55 avec un passage toutes les 20 minutes. - Particularités : - L'arrêt Teinturiers n'est pas desservi une fois sur trois. - Date de dernière mise à jour : 9 septembre 2023. |                                                           |                                                           |                                                           |                                                           |                                                           |                                                           |                                                           |                                                           |
| GB    | Dernière actualisation : — |                                                           |                                                           |                                                           |                                                           |                                                           |                                                           |                                                           |                                                           |
| CP    | Navette Centre Pénitentiaire | Navette Centre Pénitentiaire                              | Navette Centre Pénitentiaire                              | Navette Centre Pénitentiaire                              | Navette Centre Pénitentiaire                              | Navette Centre Pénitentiaire                              | Navette Centre Pénitentiaire                              | Navette Centre Pénitentiaire                              | Navette Centre Pénitentiaire                              |
| CP    | Gare SNCF ⥋ Centre Pénitentiaire |                                                           |                                                           |                                                           |                                                           |                                                           |                                                           |                                                           |                                                           |
| CP    | Ouverture / Fermeture 15 décembre 2015 / — | Longueur 4 km                                             | Durée 15 min                                              | Nb. d’arrêts 2                                            | Matériel Noventis 220                                     | Jours de fonctionnement Ma, Me, V, S                      | Jour / Soir / Nuit / Fêtes O / N / N / N                  | Voy. / an —                                               | Exploitant Transdev Beauvaisis Mobilités                  |
| CP    | Desserte : - Communes : Beauvais - Quartiers : Saint-Jean, Centre-ville - Principaux lieux desservis : Gare de Beauvais, Centre pénitentiaire de Beauvais. |                                                           |                                                           |                                                           |                                                           |                                                           |                                                           |                                                           |                                                           |
| CP    | Autre : - Amplitude horaire et fréquence : - mardis, mercredis, vendredis et samedis : de 7 h 45 à 18 h 30 avec cinq allers-retours sur réservation. - Particularités : - La ligne fonctionne entièrement sur réservation. - Les horaires de la ligne sont adaptés aux arrivées des trains en provenance et à destination de Creil et à ceux d'ouverture des parloirs. - Date de dernière mise à jour : 9 septembre 2023. |                                                           |                                                           |                                                           |                                                           |                                                           |                                                           |                                                           |                                                           |
| CP    | Dernière actualisation : — |                                                           |                                                           |                                                           |                                                           |                                                           |                                                           |                                                           |                                                           |

### Chronopro
Il s'agit d'un service de transport à la demande (TAD) en porte-à-porte, permettant aux usagers d'accéder aux entreprises de la zone d'activité économique (ZAE) du Haut-Villé et de la zone d'activité commerciale (ZAC) de Ther. À l'aller, il suffit de se rendre à l'arrêt de correspondance et de monter dans le véhicule Chronopro et de signifier sa destination au conducteur ou bien de réserver à l'aide de l'appilcation pour smartphone. Pour le retour, la réservation est obligatoire à l'aide de l'application ou bien du site du réseau.
| Ligne  | Caractéristiques | Caractéristiques           | Caractéristiques           | Caractéristiques           | Caractéristiques                       | Caractéristiques                        | Caractéristiques                         | Caractéristiques           | Caractéristiques                         |
| CPro 1 | Chronopro 1 | Chronopro 1                | Chronopro 1                | Chronopro 1                | Chronopro 1                            | Chronopro 1                             | Chronopro 1                              | Chronopro 1                | Chronopro 1                              |
| CPro 1 | ASCA ⥋ Z.A.E du Haut-Villé | ASCA ⥋ Z.A.E du Haut-Villé | ASCA ⥋ Z.A.E du Haut-Villé | ASCA ⥋ Z.A.E du Haut-Villé | ASCA ⥋ Z.A.E du Haut-Villé             | ASCA ⥋ Z.A.E du Haut-Villé              | ASCA ⥋ Z.A.E du Haut-Villé               | ASCA ⥋ Z.A.E du Haut-Villé | ASCA ⥋ Z.A.E du Haut-Villé               |
| ------ | --- | -------------------------- | -------------------------- | -------------------------- | -------------------------------------- | --------------------------------------- | ---------------------------------------- | -------------------------- | ---------------------------------------- |
| CPro 1 | Ouverture / Fermeture 29 août 2016 / — | Longueur —                 | Durée —                    | Nb. d’arrêts 13            | Matériel Noventis 220 Sprinter City 35 | Jours de fonctionnement L, Ma, Me, J, V | Jour / Soir / Nuit / Fêtes O / N / N / N | Voy. / an —                | Exploitant Transdev Beauvaisis Mobilités |
| CPro 1 | Desserte : - Communes : Beauvais - Quartiers : Argentine, Haut-Villé - Arrêt de correspondance : Argentine C1 4 7 - Arrêts desservis : Bayard, Beauvaisis, Bérégovoy, Godin, Haut-Villé, J. Goddet, La Poste, Le Val, Marette, Pinçonlieu, Setubal, Witten.                               |                            |                            |                            |                                        |                                         |                                          |                            |                                          |
| CPro 1 | Autre : - Amplitude horaire et fréquence : - du lundi au vendredi : de 7 h 20 à 18 h 25 avec dix départs et arrivées possibles à Argentine uniquement en heures de pointe. - Date de dernière mise à jour : 9 septembre 2023.                                                             |                            |                            |                            |                                        |                                         |                                          |                            |                                          |
| CPro 1 | Dernière actualisation : — |                            |                            |                            |                                        |                                         |                                          |                            |                                          |
| CPro 2 | Chronopro 2 | Chronopro 2                | Chronopro 2                | Chronopro 2                | Chronopro 2                            | Chronopro 2                             | Chronopro 2                              | Chronopro 2                | Chronopro 2                              |
| CPro 2 | Délie ⥋ Z.A.C. de Ther |                            |                            |                            |                                        |                                         |                                          |                            |                                          |
| CPro 2 | Ouverture / Fermeture 29 août 2016 / — | Longueur —                 | Durée —                    | Nb. d’arrêts 14            | Matériel Noventis 220 M City           | Jours de fonctionnement L, Ma, Me, J, V | Jour / Soir / Nuit / Fêtes O / N / N / N | Voy. / an —                | Exploitant Transdev Beauvaisis Mobilités |
| CPro 2 | Desserte : - Communes : Beauvais – Allonne - Quartiers : Voisinlieu, Z.A.C. de Ther - Arrêt de correspondance : Délie C2 3 7 NA - Arrêts desservis : 40 Mines, Arago, Becquerel, Chapelle, Descartes, Eiffel, Greber, Le Rû, Palissy, Saint-Mathurin, Théodore Monod, Villers, Wagicourt. |                            |                            |                            |                                        |                                         |                                          |                            |                                          |
| CPro 2 | Autre : - Amplitude horaire et fréquence : - du lundi au vendredi : de 7 h 35 à 18 h 15 avec huit départs et arrivées possibles à Délie uniquement en heures de pointe. - Date de dernière mise à jour : 9 septembre 2023.                                                                |                            |                            |                            |                                        |                                         |                                          |                            |                                          |
| CPro 2 | Dernière actualisation : — |                            |                            |                            |                                        |                                         |                                          |                            |                                          |

### Lignes interurbaines
| Ligne | Caractéristiques | Caractéristiques                                          | Caractéristiques                                          | Caractéristiques                                          | Caractéristiques                                          | Caractéristiques                                          | Caractéristiques                                          | Caractéristiques                                          | Caractéristiques                                          |
| 511   | Beauvais – Hôtel de Ville ⥋ Auneuil – Place | Beauvais – Hôtel de Ville ⥋ Auneuil – Place               | Beauvais – Hôtel de Ville ⥋ Auneuil – Place               | Beauvais – Hôtel de Ville ⥋ Auneuil – Place               | Beauvais – Hôtel de Ville ⥋ Auneuil – Place               | Beauvais – Hôtel de Ville ⥋ Auneuil – Place               | Beauvais – Hôtel de Ville ⥋ Auneuil – Place               | Beauvais – Hôtel de Ville ⥋ Auneuil – Place               | Beauvais – Hôtel de Ville ⥋ Auneuil – Place               |
| ----- | --- | --------------------------------------------------------- | --------------------------------------------------------- | --------------------------------------------------------- | --------------------------------------------------------- | --------------------------------------------------------- | --------------------------------------------------------- | --------------------------------------------------------- | --------------------------------------------------------- |
| 511   | Ouverture / Fermeture 1er septembre 2022 / — | Longueur —                                                | Durée 45 min                                              | Nb. d’arrêts 22                                           | Matériel Crossway Crossway GNV                            | Jours de fonctionnement L, Ma, Me, J, V, S                | Jour / Soir / Nuit / Fêtes O / N / N / N                  | Voy. / an —                                               | Exploitant Transdev Oise Cabaro                           |
| 511   | Desserte : - Communes : Beauvais – Goincourt – Saint-Paul – Rainvillers – Saint-Léger-en-Bray – Auneuil - Principaux lieux desservis : Hôtel de ville de Beauvais, Centre-ville de Beauvais, Place Jeanne Hachette, Église Saint-Étienne de Beauvais, Zone d'activités de l'Avelon, Centre commercial Intermarché Goincourt, Cimetière de Goincourt, Mairie de Goincourt, Mairie de Saint-Paul, Mairie de Rainvillers, Mairie de Saint-Léger-en-Bray, Zone industrielle Sinancourt, Mairie d'Auneuil. |                                                           |                                                           |                                                           |                                                           |                                                           |                                                           |                                                           |                                                           |
| 511   | Autre : - Amplitude horaire et fréquence : - du lundi au samedi : de 7 h 10 et 20 h 5 avec trois départs depuis Auneuil et quatre départs depuis Beauvais. - Particularités : - Le samedi et durant les vacances scolaires, le dernier départ depuis Beauvais n'est pas assuré. - À Auneuil, le véhicule de la ligne 511 assure le service de transport à la demande Corolis à la demande - Zone Sud (ligne 519). - Date de dernière mise à jour : 9 septembre 2023. |                                                           |                                                           |                                                           |                                                           |                                                           |                                                           |                                                           |                                                           |
| 511   | Dernière actualisation : — |                                                           |                                                           |                                                           |                                                           |                                                           |                                                           |                                                           |                                                           |
| 521   | Beauvais – Hôtel de Ville ⥋ Bailleul-sur-Thérain – Centre | Beauvais – Hôtel de Ville ⥋ Bailleul-sur-Thérain – Centre | Beauvais – Hôtel de Ville ⥋ Bailleul-sur-Thérain – Centre | Beauvais – Hôtel de Ville ⥋ Bailleul-sur-Thérain – Centre | Beauvais – Hôtel de Ville ⥋ Bailleul-sur-Thérain – Centre | Beauvais – Hôtel de Ville ⥋ Bailleul-sur-Thérain – Centre | Beauvais – Hôtel de Ville ⥋ Bailleul-sur-Thérain – Centre | Beauvais – Hôtel de Ville ⥋ Bailleul-sur-Thérain – Centre | Beauvais – Hôtel de Ville ⥋ Bailleul-sur-Thérain – Centre |
| 521   | Ouverture / Fermeture 1er septembre 2022 / — | Longueur —                                                | Durée 40 min                                              | Nb. d’arrêts 13                                           | Matériel Crossway Crossway GNV                            | Jours de fonctionnement L, Ma, Me, J, V, S                | Jour / Soir / Nuit / Fêtes O / N / N / N                  | Voy. / an —                                               | Exploitant Transdev Oise Cabaro                           |
| 521   | Desserte : - Communes : Beauvais – Therdonne – Laversines – Bresles – Bailleul-sur-Thérain - Principaux lieux desservis : Hôtel de ville de Beauvais, Centre-ville de Beauvais, Place Jeanne Hachette, Église Saint-Étienne de Beauvais, Gare de Beauvais, Square Jules Brière, Hameau de Wagicourt, Mairie de Therdonne, Mairie de Laversines, Mairie de Bresles, Mairie de Bailleul-sur-Thérain |                                                           |                                                           |                                                           |                                                           |                                                           |                                                           |                                                           |                                                           |
| 521   | Autre : - Amplitude horaire et fréquence : - du lundi au samedi : de 7 h 5 et 19 h 15 avec trois allers-retours. - Particularités : - À Bailleul-sur-Thérain, le véhicule de la ligne 521 assure le service de transport à la demande Corolis à la demande - Zone Est (ligne 529). - Date de dernière mise à jour : 9 septembre 2023. |                                                           |                                                           |                                                           |                                                           |                                                           |                                                           |                                                           |                                                           |
| 521   | Dernière actualisation : — |                                                           |                                                           |                                                           |                                                           |                                                           |                                                           |                                                           |                                                           |
| 531   | Beauvais – Hôtel de Ville ⥋ Crèvecœur-le-Grand – Centre | Beauvais – Hôtel de Ville ⥋ Crèvecœur-le-Grand – Centre   | Beauvais – Hôtel de Ville ⥋ Crèvecœur-le-Grand – Centre   | Beauvais – Hôtel de Ville ⥋ Crèvecœur-le-Grand – Centre   | Beauvais – Hôtel de Ville ⥋ Crèvecœur-le-Grand – Centre   | Beauvais – Hôtel de Ville ⥋ Crèvecœur-le-Grand – Centre   | Beauvais – Hôtel de Ville ⥋ Crèvecœur-le-Grand – Centre   | Beauvais – Hôtel de Ville ⥋ Crèvecœur-le-Grand – Centre   | Beauvais – Hôtel de Ville ⥋ Crèvecœur-le-Grand – Centre   |
| 531   | Ouverture / Fermeture 1er septembre 2022 / — | Longueur —                                                | Durée 50 min                                              | Nb. d’arrêts 20                                           | Matériel Crossway Crossway GNV                            | Jours de fonctionnement L, Ma, Me, J, V, S                | Jour / Soir / Nuit / Fêtes O / N / N / N                  | Voy. / an —                                               | Exploitant Transdev Oise Cabaro                           |
| 531   | Desserte : - Communes : Beauvais – Verderel-lès-Sauqueuse – Juvignies – Luchy – Auchy-la-Montagne – Francastel – Crèvecœur-le-Grand - Principaux lieux desservis : Hôtel de ville de Beauvais, Centre-ville de Beauvais, Place Jeanne Hachette, Église Saint-Étienne de Beauvais, Gare de Beauvais, Centre commercial Jeu de Paume, Centre Hospitalier de Beauvais (C.H.B.), Hameau du Plouy Saint-Lucien, Mairie de Verderel-lès-Sauqueuse, Mairie de Juvignies, Mairie de Luchy, Mairie d'Auchy-la-Montagne, Mairie de Crèvecœur-le-Grand, Centre-ville de Crèvecœur-le-Grand, Château de Crèvecœur-le-Grand. |                                                           |                                                           |                                                           |                                                           |                                                           |                                                           |                                                           |                                                           |
| 531   | Autre : - Amplitude horaire et fréquence : - du lundi au samedi : de 6 h 55 et 19 h 10 avec trois allers-retours. - Particularités : - À Crèvecœur-le-Grand, le véhicule de la ligne 531 assure le service de transport à la demande Corolis à la demande - Zone Nord (ligne 539). - Date de dernière mise à jour : 9 septembre 2023. |                                                           |                                                           |                                                           |                                                           |                                                           |                                                           |                                                           |                                                           |
| 531   | Dernière actualisation : — |                                                           |                                                           |                                                           |                                                           |                                                           |                                                           |                                                           |                                                           |

### Lignes à vocation scolaire
Les lignes à vocation scolaire sont des lignes desservant principalement les établissements scolaires de l'agglomération. Elles circulent uniquement en période scolaire du lundi au vendredi (à l'exception de la ligne 532) et sont ouvertes à tous les voyageurs.
| Ligne | Caractéristiques | Caractéristiques                                                                  | Caractéristiques                                                                  | Caractéristiques                                                                  | Caractéristiques                                                                  | Caractéristiques                                                                  | Caractéristiques                                                                  | Caractéristiques                                                                  | Caractéristiques                                                                  |
| 501   | Beauvais – Gare Routière / Gare SNCF ⥋ Lycées de Beauvais | Beauvais – Gare Routière / Gare SNCF ⥋ Lycées de Beauvais                         | Beauvais – Gare Routière / Gare SNCF ⥋ Lycées de Beauvais                         | Beauvais – Gare Routière / Gare SNCF ⥋ Lycées de Beauvais                         | Beauvais – Gare Routière / Gare SNCF ⥋ Lycées de Beauvais                         | Beauvais – Gare Routière / Gare SNCF ⥋ Lycées de Beauvais                         | Beauvais – Gare Routière / Gare SNCF ⥋ Lycées de Beauvais                         | Beauvais – Gare Routière / Gare SNCF ⥋ Lycées de Beauvais                         | Beauvais – Gare Routière / Gare SNCF ⥋ Lycées de Beauvais                         |
| ----- | --- | --------------------------------------------------------------------------------- | --------------------------------------------------------------------------------- | --------------------------------------------------------------------------------- | --------------------------------------------------------------------------------- | --------------------------------------------------------------------------------- | --------------------------------------------------------------------------------- | --------------------------------------------------------------------------------- | --------------------------------------------------------------------------------- |
| 501   | Ouverture / Fermeture 1er septembre 2022 / — | Longueur —                                                                        | Durée —                                                                           | Nb. d’arrêts —                                                                    | Matériel Crossway Crossway GNV                                                    | Jours de fonctionnement L, Ma, Me, J, V                                           | Jour / Soir / Nuit / Fêtes O / N / N / N                                          | Voy. / an —                                                                       | Exploitant Transdev Oise Cabaro                                                   |
| 501   | Desserte : - Commune : Beauvais - Principaux lieux desservis : Gare de Beauvais, Gare routière interurbaine, Lycée Paul Langevin, Institution du Saint-Esprit, Lycée professionnel Jean-Baptiste Corot. |                                                                                   |                                                                                   |                                                                                   |                                                                                   |                                                                                   |                                                                                   |                                                                                   |                                                                                   |
| 501   | Autre : - La ligne 501 effectue des navettes entre les gares routière et SNCF de Beauvais et différents lycées du sud de la ville. - Date de dernière mise à jour : 9 septembre 2023. |                                                                                   |                                                                                   |                                                                                   |                                                                                   |                                                                                   |                                                                                   |                                                                                   |                                                                                   |
| 501   | Dernière actualisation : — |                                                                                   |                                                                                   |                                                                                   |                                                                                   |                                                                                   |                                                                                   |                                                                                   |                                                                                   |
| 502   | Beauvais ⥋ Établissements scolaires de Beauvais | Beauvais ⥋ Établissements scolaires de Beauvais                                   | Beauvais ⥋ Établissements scolaires de Beauvais                                   | Beauvais ⥋ Établissements scolaires de Beauvais                                   | Beauvais ⥋ Établissements scolaires de Beauvais                                   | Beauvais ⥋ Établissements scolaires de Beauvais                                   | Beauvais ⥋ Établissements scolaires de Beauvais                                   | Beauvais ⥋ Établissements scolaires de Beauvais                                   | Beauvais ⥋ Établissements scolaires de Beauvais                                   |
| 502   | Ouverture / Fermeture 1er septembre 2022 / — | Longueur —                                                                        | Durée —                                                                           | Nb. d’arrêts —                                                                    | Matériel Crossway Crossway GNV                                                    | Jours de fonctionnement L, Ma, Me, J, V                                           | Jour / Soir / Nuit / Fêtes O / N / N / N                                          | Voy. / an —                                                                       | Exploitant Transdev Oise Cabaro                                                   |
| 502   | Desserte : - Commune : Beauvais - Principaux lieux desservis : Gare de Beauvais, Gare routière interurbaine, Collège George Sand, Collège Charles Fauqueux, Institution du Saint-Esprit, Lycée professionnel Jean-Baptiste Corot, Collège Jean-Baptiste Pellerin. |                                                                                   |                                                                                   |                                                                                   |                                                                                   |                                                                                   |                                                                                   |                                                                                   |                                                                                   |
| 502   | Autre : - Date de dernière mise à jour : 9 septembre 2023. |                                                                                   |                                                                                   |                                                                                   |                                                                                   |                                                                                   |                                                                                   |                                                                                   |                                                                                   |
| 502   | Dernière actualisation : — |                                                                                   |                                                                                   |                                                                                   |                                                                                   |                                                                                   |                                                                                   |                                                                                   |                                                                                   |
| 512   | Beauvais ⥋ Saint-Paul / Goincourt / Aux Marais | Beauvais ⥋ Saint-Paul / Goincourt / Aux Marais                                    | Beauvais ⥋ Saint-Paul / Goincourt / Aux Marais                                    | Beauvais ⥋ Saint-Paul / Goincourt / Aux Marais                                    | Beauvais ⥋ Saint-Paul / Goincourt / Aux Marais                                    | Beauvais ⥋ Saint-Paul / Goincourt / Aux Marais                                    | Beauvais ⥋ Saint-Paul / Goincourt / Aux Marais                                    | Beauvais ⥋ Saint-Paul / Goincourt / Aux Marais                                    | Beauvais ⥋ Saint-Paul / Goincourt / Aux Marais                                    |
| 512   | Ouverture / Fermeture 1er septembre 2022 / — | Longueur —                                                                        | Durée —                                                                           | Nb. d’arrêts —                                                                    | Matériel Crossway Crossway GNV                                                    | Jours de fonctionnement L, Ma, Me, J, V                                           | Jour / Soir / Nuit / Fêtes O / N / N / N                                          | Voy. / an —                                                                       | Exploitant Transdev Oise Cabaro                                                   |
| 512   | Desserte : - Communes : Beauvais – Saint-Paul – Goincourt – Aux Marais – Saint-Léger-en-Bray - Principaux lieux desservis : Gare routière interurbaine, Lycée Félix Faure, Collège Jean-Baptiste Pellerin, Lycée professionnel Les Jacobins, Lycée privé Saint-Vincent-de-Paul, I.U.T. Picardie Jules Verne. |                                                                                   |                                                                                   |                                                                                   |                                                                                   |                                                                                   |                                                                                   |                                                                                   |                                                                                   |
| 512   | Autre : - Date de dernière mise à jour : 9 septembre 2023. |                                                                                   |                                                                                   |                                                                                   |                                                                                   |                                                                                   |                                                                                   |                                                                                   |                                                                                   |
| 512   | Dernière actualisation : — |                                                                                   |                                                                                   |                                                                                   |                                                                                   |                                                                                   |                                                                                   |                                                                                   |                                                                                   |
| 513   | Auneuil – Collège ⥋ Auteuil / Berneuil-en-Bray | Auneuil – Collège ⥋ Auteuil / Berneuil-en-Bray                                    | Auneuil – Collège ⥋ Auteuil / Berneuil-en-Bray                                    | Auneuil – Collège ⥋ Auteuil / Berneuil-en-Bray                                    | Auneuil – Collège ⥋ Auteuil / Berneuil-en-Bray                                    | Auneuil – Collège ⥋ Auteuil / Berneuil-en-Bray                                    | Auneuil – Collège ⥋ Auteuil / Berneuil-en-Bray                                    | Auneuil – Collège ⥋ Auteuil / Berneuil-en-Bray                                    | Auneuil – Collège ⥋ Auteuil / Berneuil-en-Bray                                    |
| 513   | Ouverture / Fermeture 1er septembre 2022 / — | Longueur —                                                                        | Durée —                                                                           | Nb. d’arrêts —                                                                    | Matériel Crossway Crossway GNV                                                    | Jours de fonctionnement L, Ma, Me, J, V                                           | Jour / Soir / Nuit / Fêtes O / N / N / N                                          | Voy. / an —                                                                       | Exploitant Transdev Oise Cabaro                                                   |
| 513   | Desserte : - Communes : Auneuil – Auteuil – Saint-Paul – Berneuil-en-Bray – Saint-Léger-en-Bray – Rainvillers - Principaux lieux desservis : Collège du Point du Jour. |                                                                                   |                                                                                   |                                                                                   |                                                                                   |                                                                                   |                                                                                   |                                                                                   |                                                                                   |
| 513   | Autre : - Date de dernière mise à jour : 9 septembre 2023. |                                                                                   |                                                                                   |                                                                                   |                                                                                   |                                                                                   |                                                                                   |                                                                                   |                                                                                   |
| 513   | Dernière actualisation : — |                                                                                   |                                                                                   |                                                                                   |                                                                                   |                                                                                   |                                                                                   |                                                                                   |                                                                                   |
| 514   | Beauvais ⥋ Troissereux / Milly-sur-Thérain / Saint-Paul / Herchies | Beauvais ⥋ Troissereux / Milly-sur-Thérain / Saint-Paul / Herchies                | Beauvais ⥋ Troissereux / Milly-sur-Thérain / Saint-Paul / Herchies                | Beauvais ⥋ Troissereux / Milly-sur-Thérain / Saint-Paul / Herchies                | Beauvais ⥋ Troissereux / Milly-sur-Thérain / Saint-Paul / Herchies                | Beauvais ⥋ Troissereux / Milly-sur-Thérain / Saint-Paul / Herchies                | Beauvais ⥋ Troissereux / Milly-sur-Thérain / Saint-Paul / Herchies                | Beauvais ⥋ Troissereux / Milly-sur-Thérain / Saint-Paul / Herchies                | Beauvais ⥋ Troissereux / Milly-sur-Thérain / Saint-Paul / Herchies                |
| 514   | Ouverture / Fermeture 1er septembre 2022 / — | Longueur —                                                                        | Durée —                                                                           | Nb. d’arrêts —                                                                    | Matériel Crossway Crossway GNV                                                    | Jours de fonctionnement L, Ma, Me, J, V                                           | Jour / Soir / Nuit / Fêtes O / N / N / N                                          | Voy. / an —                                                                       | Exploitant Transdev Oise Cabaro                                                   |
| 514   | Desserte : - Communes : Beauvais – Troissereux – Milly-sur-Thérain – Saint-Paul – Herchies – Savignies – Pierrefitte-en-Beauvaisis – Saint-Germain-la-Poterie – Le Mont-Saint-Adrien – Fouquenies - Principaux lieux desservis : Gare de Beauvais, Gare routière interurbaine, Collège George Sand, Lycée Félix Faure, Collège Jean-Baptiste Pellerin, Lycée professionnel Les Jacobins, Lycée privé Saint-Vincent-de-Paul, I.U.T. Picardie Jules Verne, Gare d'Herchies, Gare de Milly-sur-Thérain. |                                                                                   |                                                                                   |                                                                                   |                                                                                   |                                                                                   |                                                                                   |                                                                                   |                                                                                   |
| 514   | Autre : - Date de dernière mise à jour : 9 septembre 2023. |                                                                                   |                                                                                   |                                                                                   |                                                                                   |                                                                                   |                                                                                   |                                                                                   |                                                                                   |
| 514   | Dernière actualisation : — |                                                                                   |                                                                                   |                                                                                   |                                                                                   |                                                                                   |                                                                                   |                                                                                   |                                                                                   |
| 522   | Établissements scolaires de Beauvais ⥋ Allonne / Rochy-Condé / Frocourt / Warluis | Établissements scolaires de Beauvais ⥋ Allonne / Rochy-Condé / Frocourt / Warluis | Établissements scolaires de Beauvais ⥋ Allonne / Rochy-Condé / Frocourt / Warluis | Établissements scolaires de Beauvais ⥋ Allonne / Rochy-Condé / Frocourt / Warluis | Établissements scolaires de Beauvais ⥋ Allonne / Rochy-Condé / Frocourt / Warluis | Établissements scolaires de Beauvais ⥋ Allonne / Rochy-Condé / Frocourt / Warluis | Établissements scolaires de Beauvais ⥋ Allonne / Rochy-Condé / Frocourt / Warluis | Établissements scolaires de Beauvais ⥋ Allonne / Rochy-Condé / Frocourt / Warluis | Établissements scolaires de Beauvais ⥋ Allonne / Rochy-Condé / Frocourt / Warluis |
| 522   | Ouverture / Fermeture 1er septembre 2022 / — | Longueur —                                                                        | Durée —                                                                           | Nb. d’arrêts —                                                                    | Matériel Crossway Crossway GNV                                                    | Jours de fonctionnement L, Ma, Me, J, V                                           | Jour / Soir / Nuit / Fêtes O / N / N / N                                          | Voy. / an —                                                                       | Exploitant Transdev Oise Cabaro                                                   |
| 522   | Desserte : - Communes : Beauvais – Allonne – Rochy-Condé – Frocourt – Warluis – Saint-Martin-le-Nœud - Principaux lieux desservis : Gare routière interurbaine, Collège Charles Fauqueux, Collège Henri Baumont, Lycée Paul Langevin, Lycée Félix Faure, Collège Jean-Baptiste Pellerin, Lycée professionnel Les Jacobins, Lycée privé Saint-Vincent-de-Paul, I.U.T. Picardie Jules Verne, Gare de Rochy-Condé.                                                                                      |                                                                                   |                                                                                   |                                                                                   |                                                                                   |                                                                                   |                                                                                   |                                                                                   |                                                                                   |
| 522   | Autre : - Date de dernière mise à jour : 9 septembre 2023. |                                                                                   |                                                                                   |                                                                                   |                                                                                   |                                                                                   |                                                                                   |                                                                                   |                                                                                   |
| 522   | Dernière actualisation : — |                                                                                   |                                                                                   |                                                                                   |                                                                                   |                                                                                   |                                                                                   |                                                                                   |                                                                                   |
| 523   | Beauvais ⥋ La Rue-Saint-Pierre / Therdonne / Bresles / Laversines / Rochy-Condé | Beauvais ⥋ La Rue-Saint-Pierre / Therdonne / Bresles / Laversines / Rochy-Condé   | Beauvais ⥋ La Rue-Saint-Pierre / Therdonne / Bresles / Laversines / Rochy-Condé   | Beauvais ⥋ La Rue-Saint-Pierre / Therdonne / Bresles / Laversines / Rochy-Condé   | Beauvais ⥋ La Rue-Saint-Pierre / Therdonne / Bresles / Laversines / Rochy-Condé   | Beauvais ⥋ La Rue-Saint-Pierre / Therdonne / Bresles / Laversines / Rochy-Condé   | Beauvais ⥋ La Rue-Saint-Pierre / Therdonne / Bresles / Laversines / Rochy-Condé   | Beauvais ⥋ La Rue-Saint-Pierre / Therdonne / Bresles / Laversines / Rochy-Condé   | Beauvais ⥋ La Rue-Saint-Pierre / Therdonne / Bresles / Laversines / Rochy-Condé   |
| 523   | Ouverture / Fermeture 1er septembre 2022 / — | Longueur —                                                                        | Durée —                                                                           | Nb. d’arrêts —                                                                    | Matériel Crossway Crossway GNV                                                    | Jours de fonctionnement L, Ma, Me, J, V                                           | Jour / Soir / Nuit / Fêtes O / N / N / N                                          | Voy. / an —                                                                       | Exploitant Transdev Oise Cabaro                                                   |
| 523   | Desserte : - Communes : Beauvais – La Rue-Saint-Pierre – Therdonne – Bresles – Laversines – Rochy-Condé – Bailleul-sur-Thérain – Litz - Principaux lieux desservis : Gare de Beauvais, Gare routière interurbaine, Lycée Félix Faure, Collège Jean-Baptiste Pellerin, Lycée professionnel Les Jacobins, Lycée privé Saint-Vincent-de-Paul, I.U.T. Picardie Jules Verne, Lycée Jeanne Hachette. |                                                                                   |                                                                                   |                                                                                   |                                                                                   |                                                                                   |                                                                                   |                                                                                   |                                                                                   |
| 523   | Autre : - Date de dernière mise à jour : 9 septembre 2023. |                                                                                   |                                                                                   |                                                                                   |                                                                                   |                                                                                   |                                                                                   |                                                                                   |                                                                                   |
| 523   | Dernière actualisation : — |                                                                                   |                                                                                   |                                                                                   |                                                                                   |                                                                                   |                                                                                   |                                                                                   |                                                                                   |
| 525   | Bresles ⥋ Lafraye / Haudivillers / La Neuville-en-Hez / Bailleul-sur-Thérain | Bresles ⥋ Lafraye / Haudivillers / La Neuville-en-Hez / Bailleul-sur-Thérain      | Bresles ⥋ Lafraye / Haudivillers / La Neuville-en-Hez / Bailleul-sur-Thérain      | Bresles ⥋ Lafraye / Haudivillers / La Neuville-en-Hez / Bailleul-sur-Thérain      | Bresles ⥋ Lafraye / Haudivillers / La Neuville-en-Hez / Bailleul-sur-Thérain      | Bresles ⥋ Lafraye / Haudivillers / La Neuville-en-Hez / Bailleul-sur-Thérain      | Bresles ⥋ Lafraye / Haudivillers / La Neuville-en-Hez / Bailleul-sur-Thérain      | Bresles ⥋ Lafraye / Haudivillers / La Neuville-en-Hez / Bailleul-sur-Thérain      | Bresles ⥋ Lafraye / Haudivillers / La Neuville-en-Hez / Bailleul-sur-Thérain      |
| 525   | Ouverture / Fermeture 1er septembre 2022 / — | Longueur —                                                                        | Durée —                                                                           | Nb. d’arrêts —                                                                    | Matériel Crossway Crossway GNV                                                    | Jours de fonctionnement L, Ma, Me, J, V                                           | Jour / Soir / Nuit / Fêtes O / N / N / N                                          | Voy. / an —                                                                       | Exploitant Transdev Oise Cabaro                                                   |
| 525   | Desserte : - Communes : Bresles – Lafraye – Haudivillers – La Neuville-en-Hez – Bailleul-sur-Thérain – Fouquerolles – Le Fay-Saint-Quentin – Rémérangles – La Rue-Saint-Pierre - Principaux lieux desservis : Collège Condorcet. |                                                                                   |                                                                                   |                                                                                   |                                                                                   |                                                                                   |                                                                                   |                                                                                   |                                                                                   |
| 525   | Autre : - Date de dernière mise à jour : 9 septembre 2023. |                                                                                   |                                                                                   |                                                                                   |                                                                                   |                                                                                   |                                                                                   |                                                                                   |                                                                                   |
| 525   | Dernière actualisation : — |                                                                                   |                                                                                   |                                                                                   |                                                                                   |                                                                                   |                                                                                   |                                                                                   |                                                                                   |
| 532   | Beauvais ⥋ Crèvecœur-le-Grand | Beauvais ⥋ Crèvecœur-le-Grand                                                     | Beauvais ⥋ Crèvecœur-le-Grand                                                     | Beauvais ⥋ Crèvecœur-le-Grand                                                     | Beauvais ⥋ Crèvecœur-le-Grand                                                     | Beauvais ⥋ Crèvecœur-le-Grand                                                     | Beauvais ⥋ Crèvecœur-le-Grand                                                     | Beauvais ⥋ Crèvecœur-le-Grand                                                     | Beauvais ⥋ Crèvecœur-le-Grand                                                     |
| 532   | Ouverture / Fermeture 1er septembre 2022 / — | Longueur —                                                                        | Durée —                                                                           | Nb. d’arrêts —                                                                    | Matériel Crossway Crossway GNV                                                    | Jours de fonctionnement L, Ma, Me, J, V, S                                        | Jour / Soir / Nuit / Fêtes O / N / N / N                                          | Voy. / an —                                                                       | Exploitant Transdev Oise Cabaro                                                   |
| 532   | Desserte : - Communes : Beauvais – Verderel-lès-Sauqueuse – Juvignies – Muidorge – Luchy – Auchy-la-Montagne – Rotangy – Crèvecœur-le-Grand - Principaux lieux desservis : Gare routière interurbaine, Collège George Sand, Institut polytechnique UniLaSalle Beauvais. |                                                                                   |                                                                                   |                                                                                   |                                                                                   |                                                                                   |                                                                                   |                                                                                   |                                                                                   |
| 532   | Autre : - Particularités : - Un départ de Beauvais le matin et un départ de Crèvecœur-le-Grand, circulent du lundi au samedi y compris durant les vacances scolaires. - Date de dernière mise à jour : 9 septembre 2023. |                                                                                   |                                                                                   |                                                                                   |                                                                                   |                                                                                   |                                                                                   |                                                                                   |                                                                                   |
| 532   | Dernière actualisation : — |                                                                                   |                                                                                   |                                                                                   |                                                                                   |                                                                                   |                                                                                   |                                                                                   |                                                                                   |
| 533   | Beauvais ⥋ Le Fay-Saint-Quentin / Nivillers / Tillé | Beauvais ⥋ Le Fay-Saint-Quentin / Nivillers / Tillé                               | Beauvais ⥋ Le Fay-Saint-Quentin / Nivillers / Tillé                               | Beauvais ⥋ Le Fay-Saint-Quentin / Nivillers / Tillé                               | Beauvais ⥋ Le Fay-Saint-Quentin / Nivillers / Tillé                               | Beauvais ⥋ Le Fay-Saint-Quentin / Nivillers / Tillé                               | Beauvais ⥋ Le Fay-Saint-Quentin / Nivillers / Tillé                               | Beauvais ⥋ Le Fay-Saint-Quentin / Nivillers / Tillé                               | Beauvais ⥋ Le Fay-Saint-Quentin / Nivillers / Tillé                               |
| 533   | Ouverture / Fermeture 1er septembre 2022 / — | Longueur —                                                                        | Durée —                                                                           | Nb. d’arrêts —                                                                    | Matériel Crossway Crossway GNV                                                    | Jours de fonctionnement L, Ma, Me, J, V                                           | Jour / Soir / Nuit / Fêtes O / N / N / N                                          | Voy. / an —                                                                       | Exploitant Transdev Oise Cabaro                                                   |
| 533   | Desserte : - Communes : Beauvais – Le Fay-Saint-Quentin – Nivillers – Tillé – Fouquerolles – Velennes – Bonlier – Fontaine-Saint-Lucien – Maisoncelle-Saint-Pierre – Guignecourt - Principaux lieux desservis : Gare routière interurbaine, Collège George Sand, Lycée Paul Langevin, Lycée Félix Faure, Lycée privé Saint-Vincent-de-Paul. |                                                                                   |                                                                                   |                                                                                   |                                                                                   |                                                                                   |                                                                                   |                                                                                   |                                                                                   |
| 533   | Autre : - Date de dernière mise à jour : 9 septembre 2023. |                                                                                   |                                                                                   |                                                                                   |                                                                                   |                                                                                   |                                                                                   |                                                                                   |                                                                                   |
| 533   | Dernière actualisation : — |                                                                                   |                                                                                   |                                                                                   |                                                                                   |                                                                                   |                                                                                   |                                                                                   |                                                                                   |

### Lignes RPI
Les lignes RPI sont des lignes scolaires réservés aux élèves des regroupements pédagogiques intercommunaux (RPI) de l'agglomération.
| Indice | Intitulé                                                                   |
| ------ | -------------------------------------------------------------------------- |
| 515    | RPI Fouquenies / Troissereux                                               |
| 516    | RPI Auneuil                                                                |
| 517    | RPI Auteuil / Berneuil-en-Bray                                             |
| 526    | RPI Allonne                                                                |
| 527    | RPI La Rue-Saint-Pierre / Litz                                             |
| 528    | RPI Fouquerolles / Haudivillers / Lafraye                                  |
| 534    | RPI Auchy-la-Montagne / Luchy                                              |
| 535    | RPI Nivillers / Velennes / Bonlier                                         |
| 536    | RPI Rotangy / Crèvecœur-le-Grand                                           |
| 537    | RPI Tillé / Fontaine-Saint-Lucien / Maisoncelle-Saint-Pierre / Guignecourt |
| 538    | RPI Juvignies / Verderel-lès-Sauqueuse                                     |

### Corolis à la demande
Il s'agit d'un autre service de transport à la demande (TAD) mais qui cette fois est destiné aux 31 communes qui compose la Communauté d'agglomération du Beauvaisis. Le service est découpé en 4 zones : centre, est, nord et sud. La dépose des voyageurs s'effectue depuis les arrêts de rabattement. Le service est accessible avec un ticket « BUT » au tarif de 1 €.
| Ligne | Caractéristiques | Caractéristiques                      | Caractéristiques                      | Caractéristiques                      | Caractéristiques                      | Caractéristiques                              | Caractéristiques                         | Caractéristiques                      | Caractéristiques                         |
| 509   | Corolis à la demande - Zone Centre | Corolis à la demande - Zone Centre    | Corolis à la demande - Zone Centre    | Corolis à la demande - Zone Centre    | Corolis à la demande - Zone Centre    | Corolis à la demande - Zone Centre            | Corolis à la demande - Zone Centre       | Corolis à la demande - Zone Centre    | Corolis à la demande - Zone Centre       |
| 509   | Beauvais ⥋ Communes de la zone centre | Beauvais ⥋ Communes de la zone centre | Beauvais ⥋ Communes de la zone centre | Beauvais ⥋ Communes de la zone centre | Beauvais ⥋ Communes de la zone centre | Beauvais ⥋ Communes de la zone centre         | Beauvais ⥋ Communes de la zone centre    | Beauvais ⥋ Communes de la zone centre | Beauvais ⥋ Communes de la zone centre    |
| ----- | --- | ------------------------------------- | ------------------------------------- | ------------------------------------- | ------------------------------------- | --------------------------------------------- | ---------------------------------------- | ------------------------------------- | ---------------------------------------- |
| 509   | Ouverture / Fermeture 1er septembre 2022 / — | Longueur —                            | Durée —                               | Nb. d’arrêts 60                       | Matériel Trafic                       | Jours de fonctionnement L, Ma, Me, J, V, S    | Jour / Soir / Nuit / Fêtes O / N / N / N | Voy. / an —                           | Exploitant Transdev Beauvaisis Mobilités |
| 509   | Desserte : - Communes : Beauvais – Allonne – Aux Marais – Bonlier – Fontaine-Saint-Lucien – Fouquenies – Frocourt – Goincourt – Guignecourt – Herchies – Juvignies – Lafraye – Le Mont-Saint-Adrien – Maisoncelle-Saint-Pierre – Milly-sur-Thérain – Nivillers – Pierrefitte-en-Beauvaisis – Rochy-Condé – Saint-Germain-la-Poterie – Saint-Martin-le-Nœud – Saint-Paul – Savignies – Therdonne – Tillé – Troissereux – Velennes – Verderel-lès-Sauqueuse – Warluis - Arrêts de rabattement : Délie C2 3 7 NA , Gare SNCF C1 4 5 6 NA CP 518 521 , Hôpital C2 7 531 , Hôtel de Ville C1 C2 3 4 5 6 8 511 521 531 GB NA |                                       |                                       |                                       |                                       |                                               |                                          |                                       |                                          |
| 509   | Autre : - Amplitude horaire et fréquence : - du lundi au samedi : de 7 h 10 à 18 h 10 quatre arrivées et départs de Beauvais proposés. - Date de dernière mise à jour : 9 septembre 2023. |                                       |                                       |                                       |                                       |                                               |                                          |                                       |                                          |
| 509   | Dernière actualisation : — |                                       |                                       |                                       |                                       |                                               |                                          |                                       |                                          |
| 519   | Corolis à la demande - Zone Sud | Corolis à la demande - Zone Sud       | Corolis à la demande - Zone Sud       | Corolis à la demande - Zone Sud       | Corolis à la demande - Zone Sud       | Corolis à la demande - Zone Sud               | Corolis à la demande - Zone Sud          | Corolis à la demande - Zone Sud       | Corolis à la demande - Zone Sud          |
| 519   | Auneuil – Place ⥋ Communes de la zone Sud |                                       |                                       |                                       |                                       |                                               |                                          |                                       |                                          |
| 519   | Ouverture / Fermeture 1er septembre 2022 / — | Longueur —                            | Durée —                               | Nb. d’arrêts 18                       | Matériel Crossway Crossway GNV        | Jours de fonctionnement L, Ma, Me, J, V, S, D | Jour / Soir / Nuit / Fêtes O / N / N / N | Voy. / an —                           | Exploitant Transdev Oise Cabaro          |
| 519   | Desserte : - Communes : Auneuil – Auteuil – Berneuil-en-Bray – Rainvillers – Saint-Léger-en-Bray - Arrêt de rabattement : Auneuil – Place 511 |                                       |                                       |                                       |                                       |                                               |                                          |                                       |                                          |
| 519   | Autre : - Amplitude horaire et fréquence : - du lundi au samedi : de 7 h 10 à 18 h 35 avec trois arrivées et départs d'Auneuil proposés. - dimanches : de 9 h 0 à 11 h 0 avec une arrivée et un départ d'Auneuil proposés. - Particularités : - Du lundi au samedi, le véhicule effectuant le service à la demande de la zone Sud est celui qui effectue la ligne 511 afin d'éviter une rupture de charge à Auneuil. - Date de dernière mise à jour : 9 septembre 2023. |                                       |                                       |                                       |                                       |                                               |                                          |                                       |                                          |
| 519   | Dernière actualisation : — |                                       |                                       |                                       |                                       |                                               |                                          |                                       |                                          |
| 529   | Corolis à la demande - Zone Est | Corolis à la demande - Zone Est       | Corolis à la demande - Zone Est       | Corolis à la demande - Zone Est       | Corolis à la demande - Zone Est       | Corolis à la demande - Zone Est               | Corolis à la demande - Zone Est          | Corolis à la demande - Zone Est       | Corolis à la demande - Zone Est          |
| 529   | Bailleul-sur-Thérain – Centre / Bresles – Rue du Général de Gaulle / Hermes – Gare (le dimanche uniquement) ⥋ Communes de la zone Est |                                       |                                       |                                       |                                       |                                               |                                          |                                       |                                          |
| 529   | Ouverture / Fermeture 1er septembre 2022 / — | Longueur —                            | Durée —                               | Nb. d’arrêts 22                       | Matériel Crossway Crossway GNV        | Jours de fonctionnement L, Ma, Me, J, V, S, D | Jour / Soir / Nuit / Fêtes O / N / N / N | Voy. / an —                           | Exploitant Transdev Oise Cabaro          |
| 529   | Desserte : - Communes : Bailleul-sur-Thérain – Bresles – Hermes – Fouquerolles – Haudivillers – La Neuville-en-Hez – La Rue-Saint-Pierre – Laversines – Le Fay-Saint-Quentin – Litz – Rémérangles - Arrêts de rabattement : Bailleul-sur-Thérain – Centre 521 , Bresles – Rue du Général de Gaulle, Hermes – Gare (le dimanche uniquement) |                                       |                                       |                                       |                                       |                                               |                                          |                                       |                                          |
| 529   | Autre : - Amplitude horaire et fréquence : - du lundi au samedi : de 6 h 55 à 19 h 25 avec trois arrivées et départs de Bailleul-sur-Thérain ou Bresles proposés. - dimanches : de 9 h 0 à 11 h 0 avec une arrivée et un départ de Hermes – Gare proposés. - Particularités : - Du lundi au samedi, le véhicule effectuant le service à la demande de la zone Est est celui qui effectue la ligne 521 afin d'éviter une rupture de charge à Bailleul-sur-Thérain. - Le dimanche, le service ne fonctionne que depuis ou vers Hermes – Gare. - Date de dernière mise à jour : 9 septembre 2023.                         |                                       |                                       |                                       |                                       |                                               |                                          |                                       |                                          |
| 529   | Dernière actualisation : — |                                       |                                       |                                       |                                       |                                               |                                          |                                       |                                          |
| 539   | Corolis à la demande - Zone Nord | Corolis à la demande - Zone Nord      | Corolis à la demande - Zone Nord      | Corolis à la demande - Zone Nord      | Corolis à la demande - Zone Nord      | Corolis à la demande - Zone Nord              | Corolis à la demande - Zone Nord         | Corolis à la demande - Zone Nord      | Corolis à la demande - Zone Nord         |
| 539   | Crèvecœur-le-Grand – Centre ⥋ Communes de la zone Nord |                                       |                                       |                                       |                                       |                                               |                                          |                                       |                                          |
| 539   | Ouverture / Fermeture 1er septembre 2022 / — | Longueur —                            | Durée —                               | Nb. d’arrêts 10                       | Matériel Crossway Crossway GNV        | Jours de fonctionnement L, Ma, Me, J, V, S, D | Jour / Soir / Nuit / Fêtes O / N / N / N | Voy. / an —                           | Exploitant Transdev Oise Cabaro          |
| 539   | Desserte : - Communes : Crèvecœur-le-Grand – Auchy-la-Montagne – Francastel – Lachaussée-du-Bois-d'Écu – Le Saulchoy – Luchy – Maulers – Muidorge – Rotangy - Arrêt de rabattement : Crèvecœur-le-Grand – Centre 531 |                                       |                                       |                                       |                                       |                                               |                                          |                                       |                                          |
| 539   | Autre : - Amplitude horaire et fréquence : - du lundi au samedi : de 6 h 55 à 19 h 15 avec trois arrivées et départs de Crèvecœur-le-Grand proposés. - dimanches : de 9 h 0 à 11 h 0 avec une arrivée et un départ de Crèvecœur-le-Grand proposés. - Particularités : - Du lundi au samedi, le véhicule effectuant le service à la demande de la zone Nord est celui qui effectue la ligne 531 afin d'éviter une rupture de charge à Crèvecœur-le-Grand. - Date de dernière mise à jour : 9 septembre 2023. |                                       |                                       |                                       |                                       |                                               |                                          |                                       |                                          |
| 539   | Dernière actualisation : — |                                       |                                       |                                       |                                       |                                               |                                          |                                       |                                          |

### Desserte de parc d'attractions
| Ligne | Caractéristiques | Caractéristiques                                    | Caractéristiques                                    | Caractéristiques                                    | Caractéristiques                                    | Caractéristiques                                    | Caractéristiques                                    | Caractéristiques                                    | Caractéristiques                                    |
| 518   | Beauvais – Gare SNCF ⥋ Saint-Paul – Parc Saint-Paul | Beauvais – Gare SNCF ⥋ Saint-Paul – Parc Saint-Paul | Beauvais – Gare SNCF ⥋ Saint-Paul – Parc Saint-Paul | Beauvais – Gare SNCF ⥋ Saint-Paul – Parc Saint-Paul | Beauvais – Gare SNCF ⥋ Saint-Paul – Parc Saint-Paul | Beauvais – Gare SNCF ⥋ Saint-Paul – Parc Saint-Paul | Beauvais – Gare SNCF ⥋ Saint-Paul – Parc Saint-Paul | Beauvais – Gare SNCF ⥋ Saint-Paul – Parc Saint-Paul | Beauvais – Gare SNCF ⥋ Saint-Paul – Parc Saint-Paul |
| ----- | --- | --------------------------------------------------- | --------------------------------------------------- | --------------------------------------------------- | --------------------------------------------------- | --------------------------------------------------- | --------------------------------------------------- | --------------------------------------------------- | --------------------------------------------------- |
| 518   | Ouverture / Fermeture 1er septembre 2022 / — | Longueur —                                          | Durée 25 min                                        | Nb. d’arrêts 6                                      | Matériel Crossway                                   | Jours de fonctionnement L, Ma, Me, J, V, S, D       | Jour / Soir / Nuit / Fêtes O / N / N / O            | Voy. / an —                                         | Exploitant Transdev Oise Cabaro                     |
| 518   | Desserte : - Communes : Beauvais – Goincourt – Saint-Paul - Principaux lieux desservis : Gare de Beauvais, Square Jules Brière, Gare routière interurbaine, Centre commercial Intermarché Goincourt, Parc Saint-Paul. |                                                     |                                                     |                                                     |                                                     |                                                     |                                                     |                                                     |                                                     |
| 518   | Autre : - Amplitude horaire et fréquence : - du lundi au dimanche : de 9 h 30 à 18 h 30 avec trois allers-retours. - Particularités : - La ligne 518 fonctionne uniquement les jours d'ouverture du Parc Saint-Paul. - La ligne bénéficie d'une tarification spécifique. - Date de dernière mise à jour : 9 septembre 2023. |                                                     |                                                     |                                                     |                                                     |                                                     |                                                     |                                                     |                                                     |
| 518   | Dernière actualisation : — |                                                     |                                                     |                                                     |                                                     |                                                     |                                                     |                                                     |                                                     |

## Ancien réseau (1978—2016)
Le réseau en vigueur jusqu’à la rentrée 2016 était le produit de la mise en place d’un réseau structuré en 1978, les Transports urbains de Beauvais (TUB), sous le mandat de Walter Amsallem, et d’ajouts, d’extensions, et de modifications mises en place depuis une trentaine d'années. Il s’agit d’un réseau en étoiles : toutes les lignes, à l’exception de la ligne 7, transitent par l’hôtel de ville, dont la cour arrière, anciennement un parking, a été transformée en pôle d’échanges urbain dans les années 1980. Le réseau créé à l’époque a souffert, au fur et à mesure, des détours successifs apportés aux lignes afin de desservir de nouveaux secteurs en expansion, allongeant les temps de parcours sur la majorité des tracés. Bon nombre de modifications, faites au gré des demandes et des besoins ponctuels, ont fait progressivement perdre clarté et efficacité au réseau, qui a subi le 29 août 2016 la refonte la plus importante depuis sa création.

### Lignes régulières

#### Lignes de semaine et navette aéroport
À l'exception de certaines lignes (la 5 desservant Fouquenies, la 8 desservant Allonne, la 12 et la navette Aéroport desservant Tillé et la 13 desservant Goincourt, Aux Marais, Saint-Léger-en-Bray et Auneuil), le réseau régulier se cantonnait uniquement à la commune de Beauvais.
| Ligne | Caractéristiques | Caractéristiques | Caractéristiques | Caractéristiques | Caractéristiques | Caractéristiques | Caractéristiques | Caractéristiques | Caractéristiques |
| 1     | Argentine ⥋ Saint-Jean | Argentine ⥋ Saint-Jean | Argentine ⥋ Saint-Jean | Argentine ⥋ Saint-Jean | Argentine ⥋ Saint-Jean | Argentine ⥋ Saint-Jean | Argentine ⥋ Saint-Jean | Argentine ⥋ Saint-Jean | Argentine ⥋ Saint-Jean |
| ----- | --- | --- | --- | --- | --- | --- | --- | --- | --- |
| 1     | Ouverture / Fermeture — / 29 août 2016 | Longueur 8 km | Durée 30 min | Nb. d’arrêts 23 | Matériel Agora S NewA330 GNV NewA330 Hyb Lion's City Hybrid                                                                                       | Jours de fonctionnement L, Ma, Me, J, V, S | Jour / Soir / Nuit / Fêtes O / O / N / N | Voy. / an — | Exploitant Beauvaisis Mobilités |
| 1     | Desserte : - Commune : Beauvais - Quartiers : Argentine, Centre-ville, Saint-Jean - Principaux lieux desservis : ASCA, L'Ouvre-boîte, Collège Henri Beaumont, Parc Kennedy, Cinespace, Gare SNCF, Gare Routière, Centre-ville, Lycée François Truffaut, Commissariat, Piscine A. Bellier. | | | | | | | | |
| 1     | Autre : - Amplitude horaire : la ligne fonctionne du lundi au samedi de 5 h 50 à 21 h environ, à raison d'un bus toutes les 15 min en moyenne en heures de pointe. - Particularités : - la ligne 1 est la ligne la plus fréquentée du réseau ; - certains départs ne sont pas effectués l'été ; - l'arrêt Bosquet n'est desservi qu'en direction du terminus Saint-Jean et n'est desservi que de 9 h 30 à 18 h environ, tandis que l'arrêt Saint-Esprit n'est desservi qu'une fois par jour, le matin vers 8 h 15 sauf en été ; - des services partiels sont assurés uniquement entre Mairie et l'un ou l'autre des deux terminus.                                                                    | | | | | | | | |
| 1     | Dernière actualisation : — | | | | | | | | |
| 2     | Ruisselets ⥋ Caurroy | Ruisselets ⥋ Caurroy | Ruisselets ⥋ Caurroy | Ruisselets ⥋ Caurroy | Ruisselets ⥋ Caurroy | Ruisselets ⥋ Caurroy | Ruisselets ⥋ Caurroy | Ruisselets ⥋ Caurroy | Ruisselets ⥋ Caurroy |
| 2     | Ouverture / Fermeture — / 29 août 2016 | Longueur 12 km | Durée 30 min | Nb. d’arrêts 35 | Matériel Agora S NewA330 GNV NewA330 Hyb | Jours de fonctionnement L, Ma, Me, J, V, S | Jour / Soir / Nuit / Fêtes O / N / N / N | Voy. / an — | Exploitant Beauvaisis Mobilités |
| 2     | Desserte : - Commune : Beauvais - Quartiers : Notre-Dame-du-Thil, Centre-ville, Saint-Jean - Principaux lieux desservis : Collège George Sand, Lycée Jeanne Hachette, Collège Jules Michelet, Cathédrale, Centre-ville, Espace culturel François Mitterrand, Centre commercial Jeu de Paume, Lycée François Truffaut, Collège Charles Fauqueux, Groupe scolaire Saint-Esprit | | | | | | | | |
| 2     | Autre : - Amplitude horaire : la ligne fonctionne du lundi au samedi de 6 h 30 à 20 h 35 environ, à raison d'un bus toutes les 20 min en moyenne en heures de pointe. - Particularités : - certains départs ne sont pas effectués l'été ; - des services partiels sont assurés uniquement entre Mairie et l'un ou l'autre des deux terminus. | | | | | | | | |
| 2     | Dernière actualisation : — | | | | | | | | |
| 3     | Hôpital ⥋ Saint-Lazare | Hôpital ⥋ Saint-Lazare | Hôpital ⥋ Saint-Lazare | Hôpital ⥋ Saint-Lazare | Hôpital ⥋ Saint-Lazare | Hôpital ⥋ Saint-Lazare | Hôpital ⥋ Saint-Lazare | Hôpital ⥋ Saint-Lazare | Hôpital ⥋ Saint-Lazare |
| 3     | Ouverture / Fermeture — / 29 août 2016 | Longueur 16 km | Durée 37 min | Nb. d’arrêts 49 | Matériel Citelis 12 GNV GX 327 GNV NewA330 GNV NewA330 Hyb                                                                                        | Jours de fonctionnement L, Ma, Me, J, V, S | Jour / Soir / Nuit / Fêtes O / N / — / N | Voy. / an — | Exploitant Beauvaisis Mobilités |
| 3     | Desserte : - Commune : Beauvais - Quartiers : Saint-Lucien, Notre-Dame-du-Thil, Centre-ville, Saint-Jean, Voisinlieu - Principaux lieux desservis : Centre Hospitalier de Beauvais, Maison de retraite Mie au Roy, Conseil Départemental, Préfecture, Collège Jules Michelet, Cathédrale, Centre-ville, Espace culturel François Mitterrand, Centre commercial Jeu de Paume, Lycée François Truffaut, Laboratoire d'analyses médicales, Groupe scolaire Saint-Esprit, Clinique du Parc Saint-Lazare, Maladrerie Saint-Lazare, Z.A.C. de Thère, Lycée Paul Langevin, Centre de réadaptation fonctionnelle Saint-Lazare.                                                                                | | | | | | | | |
| 3     | Autre : - Amplitude horaire : la ligne fonctionne du lundi au samedi de 6 h 20 à 20 h 40 environ, à raison d'un bus toutes les 20 min en moyenne en heures de pointe. - Particularités : - certains départs ne sont pas effectués l'été ; - des services partiels sont assurés uniquement entre Mairie et Saint-Lazare ; - dans certains quartiers, la ligne a un itinéraire qui peut varier en fonction de l'heure, en heures de pointe une alternance d'un bus sur trois est appliquée. | | | | | | | | |
| 3     | Dernière actualisation : — | | | | | | | | |
| 4     | Mairie ⥋ Parc Marcel Dassault | Mairie ⥋ Parc Marcel Dassault | Mairie ⥋ Parc Marcel Dassault | Mairie ⥋ Parc Marcel Dassault | Mairie ⥋ Parc Marcel Dassault | Mairie ⥋ Parc Marcel Dassault | Mairie ⥋ Parc Marcel Dassault | Mairie ⥋ Parc Marcel Dassault | Mairie ⥋ Parc Marcel Dassault |
| 4     | Ouverture / Fermeture — / 29 août 2016 | Longueur 23 km | Durée 30 min | Nb. d’arrêts 27 | Matériel Agora S NewA330 GNV NewA330 Hyb | Jours de fonctionnement L, Ma, Me, J, V, S | Jour / Soir / Nuit / Fêtes O / N / N / N | Voy. / an — | Exploitant Beauvaisis Mobilités |
| 4     | Desserte : - Commune : Beauvais - Quartiers : Centre-ville, Argentine - Principaux lieux desservis : Centre-ville, Cathédrale, Espace culturel François Mitterrand, Centre commercial Jeu de Paume, Collège Jules Michelet, Lycée Jeanne Hachette, ASCA, L'Ouvre-boîte, Collège Henri Beaumont, Archives Départementales, Élispace, Aquaspace, Parc Marcel Dassault. | | | | | | | | |
| 4     | Autre : - Amplitude horaire : la ligne fonctionne du lundi au samedi de 6 h 30 à 20 h 25 environ, à raison d'un bus toutes les 30 min en moyenne en heures de pointe. - Particularités : - l'arrêt Félix Faure n'est desservi que quatre fois par jour et uniquement en direction du Parc ; - les deux derniers départs de la journée en direction du parc ont pour terminus Centre Commercial. | | | | | | | | |
| 4     | Dernière actualisation : — | | | | | | | | |
| 5     | Mairie ⥋ Châtaigniers | Mairie ⥋ Châtaigniers | Mairie ⥋ Châtaigniers | Mairie ⥋ Châtaigniers | Mairie ⥋ Châtaigniers | Mairie ⥋ Châtaigniers | Mairie ⥋ Châtaigniers | Mairie ⥋ Châtaigniers | Mairie ⥋ Châtaigniers |
| 5     | Ouverture / Fermeture — / 29 août 2016 | Longueur 9 km | Durée 20-25 min | Nb. d’arrêts 18 | Matériel Citelis 12 GNV NewA330 Hyb | Jours de fonctionnement L, Ma, Me, J, V, S | Jour / Soir / Nuit / Fêtes O / N / N / N | Voy. / an — | Exploitant Beauvaisis Mobilités |
| 5     | Desserte : - Communes : Beauvais et Fouquenies - Quartiers : Centre-ville, Saint-Just-des-Marais - Principaux lieux desservis : Centre-ville, Cathédrale, Espace culturel François Mitterrand, Centre commercial Jeu de Paume, Collège Jules Michelet, Cimetière Saint-Just-des-Marais. | | | | | | | | |
| 5     | Autre : - Amplitude horaire : la ligne fonctionne du lundi au samedi de 6 h 20 à 19 h 40 environ, à raison d'un bus toutes les 30 à 40 min en moyenne en heures de pointe. - Particularités : - certains départs ne sont pas effectués l'été ; - des services partiels sont assurés uniquement entre Cours Scellier ou Savignies vers Châtaigniers du lundi au vendredi en période scolaire uniquement ; - la desserte de Fouquenies n'est assurée que quatre fois par jour par la ligne 5. Le reste du temps, le transport à la demande Créabus assure la desserte. | | | | | | | | |
| 5     | Dernière actualisation : — | | | | | | | | |
| 6     | Mairie ⥋ Plouy Saint-Lucien | Mairie ⥋ Plouy Saint-Lucien | Mairie ⥋ Plouy Saint-Lucien | Mairie ⥋ Plouy Saint-Lucien | Mairie ⥋ Plouy Saint-Lucien | Mairie ⥋ Plouy Saint-Lucien | Mairie ⥋ Plouy Saint-Lucien | Mairie ⥋ Plouy Saint-Lucien | Mairie ⥋ Plouy Saint-Lucien |
| 6     | Ouverture / Fermeture — / 29 août 2016 | Longueur 8 km | Durée 20 min | Nb. d’arrêts 18 | Matériel Master | Jours de fonctionnement L, Ma, Me, J, V, S | Jour / Soir / Nuit / Fêtes O / N / N / N | Voy. / an — | Exploitant Beauvaisis Mobilités |
| 6     | Desserte : - Commune : Beauvais - Quartiers : Centre-ville, Notre-Dame-du-Thil, Plouy Saint-Lucien - Principaux lieux desservis : Centre-ville, Gare SNCF, Espace culturel François Mitterrand, Centre commercial Jeu de Paume, IUT Picardie Jules Verne, Lycée Félix Faure. | | | | | | | | |
| 6     | Autre : - Amplitude horaire : la ligne fonctionne du lundi au samedi de 8 h 30 à 18 h environ à raison de trois à cinq allers-retours réguliers par jour, le reste du temps le transport à la demande Créabus assure la desserte. - Particularités : l'arrêt Campus La Salle n'est desservi qu'en direction de Mairie et uniquement par l'avant-dernier départ régulier de la journée dans ce sens. | | | | | | | | |
| 6     | Dernière actualisation : — | | | | | | | | |
| 7     | (Hôpital à raison de deux allers-retours par jour) Place de Noailles ⥋ Rimbaud (Mairie les deux premiers allers-retours de la journée en semaine) | (Hôpital à raison de deux allers-retours par jour) Place de Noailles ⥋ Rimbaud (Mairie les deux premiers allers-retours de la journée en semaine) | (Hôpital à raison de deux allers-retours par jour) Place de Noailles ⥋ Rimbaud (Mairie les deux premiers allers-retours de la journée en semaine) | (Hôpital à raison de deux allers-retours par jour) Place de Noailles ⥋ Rimbaud (Mairie les deux premiers allers-retours de la journée en semaine) | (Hôpital à raison de deux allers-retours par jour) Place de Noailles ⥋ Rimbaud (Mairie les deux premiers allers-retours de la journée en semaine) | (Hôpital à raison de deux allers-retours par jour) Place de Noailles ⥋ Rimbaud (Mairie les deux premiers allers-retours de la journée en semaine) | (Hôpital à raison de deux allers-retours par jour) Place de Noailles ⥋ Rimbaud (Mairie les deux premiers allers-retours de la journée en semaine) | (Hôpital à raison de deux allers-retours par jour) Place de Noailles ⥋ Rimbaud (Mairie les deux premiers allers-retours de la journée en semaine) | (Hôpital à raison de deux allers-retours par jour) Place de Noailles ⥋ Rimbaud (Mairie les deux premiers allers-retours de la journée en semaine) |
| 7     | Ouverture / Fermeture — / 29 août 2016 | Longueur 14 km | Durée 55-65 min | Nb. d’arrêts 46 | Matériel Agora S NewA330 GNV | Jours de fonctionnement L, Ma, Me, J, V, S | Jour / Soir / Nuit / Fêtes O / N / N / N | Voy. / an — | Exploitant Beauvaisis Mobilités |
| 7     | Desserte : - Commune : Beauvais - Quartiers : Saint-Lucien, Notre-Dame-du-Thil, Argentine, Marissel, Voisinlieu, Saint-Jean, Centre-ville - Principaux lieux desservis : Centre hospitalier de Beauvais, ASCA, L'Ouvre-boîte, Collège Henri Beaumont, Stade Pierre Brisson, Z.A.C de Thère, Massey-Ferguson, Nestlé France-glaces, Lycée Paul Langevin, Maladrerie Saint-Lazare, Clinique du Parc Saint-Lazare, Collège Charles Fauqueux, Piscine A. Bellier, Centre-ville. | | | | | | | | |
| 7     | Autre : - Amplitude horaire : la ligne fonctionne du lundi au vendredi de 6 h 45 à 18 h 15 et le samedi à partir de 9 h 20 environ, à raison d'un bus par heure en moyenne. - Particularités : - la ligne est prolongée à l'Hôpital à ses deux départs assurés vers 15 et 16 h environ ; - la mairie n'est pas desservie le samedi, en effet les deux départs la desservant ne sont pas assurés ce jour-là. | | | | | | | | |
| 7     | Dernière actualisation : — | | | | | | | | |
| 8     | Mairie ⥋ Délie (Villers à raison de 7 allers-retours par jour) | Mairie ⥋ Délie (Villers à raison de 7 allers-retours par jour)                                                                                    | Mairie ⥋ Délie (Villers à raison de 7 allers-retours par jour)                                                                                    | Mairie ⥋ Délie (Villers à raison de 7 allers-retours par jour)                                                                                    | Mairie ⥋ Délie (Villers à raison de 7 allers-retours par jour)                                                                                    | Mairie ⥋ Délie (Villers à raison de 7 allers-retours par jour)                                                                                    | Mairie ⥋ Délie (Villers à raison de 7 allers-retours par jour)                                                                                    | Mairie ⥋ Délie (Villers à raison de 7 allers-retours par jour)                                                                                    | Mairie ⥋ Délie (Villers à raison de 7 allers-retours par jour)                                                                                    |
| 8     | Ouverture / Fermeture — / 29 août 2016 | Longueur 11 km | Durée 30 min | Nb. d’arrêts 29 | Matériel GX 217 GNV NewA330 GNV NewA330 Hyb | Jours de fonctionnement L, Ma, Me, J, V, S | Jour / Soir / Nuit / Fêtes O / N / N / N | Voy. / an — | Exploitant Beauvaisis Mobilités |
| 8     | Desserte : - Communes : Beauvais et Allonne (Villers-sur-Thère) - Principaux lieux desservis : Centre-ville, Gare routière, Gare SNCF, Lycée Saint-Vincent-de-Paul, Collège Jean-Baptiste Pellerin, IUT Picardie Jules Verne, Centre commercial Jeu de Paume, Stade Pierre Brisson, Z.A.C. de Thère | | | | | | | | |
| 8     | Autre : - Amplitude horaire : la ligne fonctionne du lundi au samedi de 6 h 40 à 19 h 40 environ, à raison d'un bus toutes les 30 min en moyenne en heures de pointe. - Particularités : - la ligne est prolongée à Villers sept fois par jour ; - la ligne a un itinéraire qui peut varier en fonction de l'heure, soit par Marissel desservi la plupart du temps, soit par la rue de Clermont. | | | | | | | | |
| 8     | Dernière actualisation : — | | | | | | | | |
| 9     | Campus LaSalle ↔ Mairie ⥋ Longue Haye | Campus LaSalle ↔ Mairie ⥋ Longue Haye | Campus LaSalle ↔ Mairie ⥋ Longue Haye | Campus LaSalle ↔ Mairie ⥋ Longue Haye | Campus LaSalle ↔ Mairie ⥋ Longue Haye | Campus LaSalle ↔ Mairie ⥋ Longue Haye | Campus LaSalle ↔ Mairie ⥋ Longue Haye | Campus LaSalle ↔ Mairie ⥋ Longue Haye | Campus LaSalle ↔ Mairie ⥋ Longue Haye |
| 9     | Ouverture / Fermeture — / 29 août 2016 | Longueur 12 km | Durée 30-35 min | Nb. d’arrêts 33 | Matériel Citelis 12 GNV GX 327 GNV NewA330 Hyb | Jours de fonctionnement L, Ma, Me, J, V, S | Jour / Soir / Nuit / Fêtes O / N / N / O | Voy. / an — | Exploitant Beauvaisis Mobilités |
| 9     | Desserte : - Commune : Beauvais - Quartiers : Saint-Lucien, Centre-ville, Saint-Jean - Principaux lieux desservis : Campus LaSalle, Centre hospitalier de Beauvais, Conseil départemental, Préfecture, Collège Jules Michelet, Cathédrale, Centre-ville, Espace culturel François Mitterrand, Centre commercial Jeu de Paume, Lycée François Truffaut, Collège Charles Fauqueux. | | | | | | | | |
| 9     | Autre : - Amplitude horaire : la ligne fonctionne du lundi au samedi de 6 h 30 à 20 h 50 environ, à raison d'un bus toutes les 40 min en moyenne. - Particularités : - certains départs ne sont pas effectués l'été ; - des services partiels sont assurés uniquement entre Mairie et l'un ou l'autre des deux terminus. | | | | | | | | |
| 9     | Dernière actualisation : — | | | | | | | | |
| 12    | Mairie ⥋ Tillé Aéroport | Mairie ⥋ Tillé Aéroport | Mairie ⥋ Tillé Aéroport | Mairie ⥋ Tillé Aéroport | Mairie ⥋ Tillé Aéroport | Mairie ⥋ Tillé Aéroport | Mairie ⥋ Tillé Aéroport | Mairie ⥋ Tillé Aéroport | Mairie ⥋ Tillé Aéroport |
| 12    | Ouverture / Fermeture — / 29 août 2016 | Longueur 10 km | Durée 30 min | Nb. d’arrêts 18 | Matériel Citelis Line NewA330 GNV NewA330 Hyb | Jours de fonctionnement L, Ma, Me, J, V, S | Jour / Soir / Nuit / Fêtes O / N / N / N | Voy. / an — | Exploitant Beauvaisis Mobilités |
| 12    | Desserte : - Communes : Beauvais et Tillé - Quartiers : Centre-ville, Argentine, Notre-Dame-du-Thil. - Principaux lieux desservis : Centre-ville, Gare routière, Gare SNCF, Lycée Saint-Vincent-de-Paul, Collège Jean-Baptiste Pellerin, IUT Picardie Jules Verne, Centre commercial Jeu de Paume, Lycée Félix Faure, Cimetière militaire, Parc Marcel Dassault, Élispace, Aquaspace, Z.A des Tilleuls, Aéroport Beauvais-Tillé. | | | | | | | | |
| 12    | Autre : - Amplitude horaire : la ligne fonctionne du lundi au samedi de 7 h 10 à 19 h 55 environ, à raison d'un bus toutes les 45 min en moyenne. - Particularités : - l'arrêt Tilleuls est desservi six fois par jour ; - la ligne est jumelée avec la Navette Aéroport, qui assure seule la desserte de Tillé et de l'aéroport les dimanches et fêtes. | | | | | | | | |
| 12    | Dernière actualisation : — | | | | | | | | |
| 13    | Mairie ⥋ Auneuil Place | Mairie ⥋ Auneuil Place | Mairie ⥋ Auneuil Place | Mairie ⥋ Auneuil Place | Mairie ⥋ Auneuil Place | Mairie ⥋ Auneuil Place | Mairie ⥋ Auneuil Place | Mairie ⥋ Auneuil Place | Mairie ⥋ Auneuil Place |
| 13    | Ouverture / Fermeture 2009 / — | Longueur 15 km | Durée 25 min | Nb. d’arrêts 15 | Matériel R312 Agora S Noventis 220 | Jours de fonctionnement L, Ma, Me, J, V, S | Jour / Soir / Nuit / Fêtes O / N / N / N | Voy. / an — | Exploitant Beauvaisis Mobilités |
| 13    | Desserte : - Communes : Beauvais, Goincourt, Aux Marais, Saint-Léger-en-Bray et Auneuil - Quartiers : Centre-ville, Saint-Just-des-Marais - Principaux lieux desservis : Centre-ville, Z.A. de l'Avelon | | | | | | | | |
| 13    | Autre : - Amplitude horaire : la ligne fonctionne du lundi au samedi de 6 h 30 à 8 h 50, de 12 h 30 à 13 h 30 et de 16 h 45 à 19 h 55 environ, à raison d'un bus toutes les 45 min en moyenne le matin, un le midi, et un toutes les heures le soir. - Particularités : - en dehors des horaires de fonctionnement, la desserte est assurée par le Transport à la demande intercommunal et les mercredis et samedis, la ligne intercommunale T8 emprunte le même trajet ; - les trois premiers départs direction Auneuil et les trois derniers dans l'autre sens ne desservent pas Goincourt. | | | | | | | | |
| 13    | Dernière actualisation : — | | | | | | | | |
| 14    | Argentine ⥋ Haut-Villé Nord | Argentine ⥋ Haut-Villé Nord | Argentine ⥋ Haut-Villé Nord | Argentine ⥋ Haut-Villé Nord | Argentine ⥋ Haut-Villé Nord | Argentine ⥋ Haut-Villé Nord | Argentine ⥋ Haut-Villé Nord | Argentine ⥋ Haut-Villé Nord | Argentine ⥋ Haut-Villé Nord |
| 14    | Ouverture / Fermeture 2009 / 29 août 2016 | Longueur 4 km | Durée 10 min | Nb. d’arrêts 5 | Matériel Noventis 220 | Jours de fonctionnement L, Ma, Me, J, V | Jour / Soir / Nuit / Fêtes O / N / N / N | Voy. / an — | Exploitant Beauvaisis Mobilités |
| 14    | Desserte : - Commune : Beauvais - Quartiers : Argentine, Haut-Villé - Principaux lieux desseris : ASCA, L'Ouvre-boîte, Collège Henri Beaumont, Zone de Pinçonlieu, Z.A.E du Haut-Villé | | | | | | | | |
| 14    | Autre : - Amplitude horaire : la ligne fonctionne du lundi au vendredi de 6 h 50 à 8 h 40 et de 16 h 30 à 19 h environ, à raison de 11 allers-retours par jour. - Particularités : les départs depuis Argentine sont coordonnés sur les arrivées de la ligne 1. | | | | | | | | |
| 14    | Dernière actualisation : — | | | | | | | | |
| GB    | GratuitBus — Navette gratuite du centre-ville de Beauvais | GratuitBus — Navette gratuite du centre-ville de Beauvais                                                                                         | GratuitBus — Navette gratuite du centre-ville de Beauvais                                                                                         | GratuitBus — Navette gratuite du centre-ville de Beauvais                                                                                         | GratuitBus — Navette gratuite du centre-ville de Beauvais                                                                                         | GratuitBus — Navette gratuite du centre-ville de Beauvais                                                                                         | GratuitBus — Navette gratuite du centre-ville de Beauvais                                                                                         | GratuitBus — Navette gratuite du centre-ville de Beauvais                                                                                         | GratuitBus — Navette gratuite du centre-ville de Beauvais                                                                                         |
| GB    | (Circulaire) Parking Saint-Quentin ⥋ via Palais de justice, Mairie et Buzanval - Jeu de Paume | | | | | | | | |
| GB    | Ouverture / Fermeture — / — | Longueur 3 km | Durée 15 min | Nb. d’arrêts 9 | Matériel Noventis 220 | Jours de fonctionnement L, Ma, Me, J, V, S | Jour / Soir / Nuit / Fêtes O / N / N / N | Voy. / an — | Exploitant Beauvaisis Mobilités |
| GB    | Desserte : - Commune : Beauvais - Quartiers : Centre-ville - Principaux lieux desservis : Centre-ville, Espace culturel François Mitterrand, Centre commercial Jeu de Paume, Collège Jules Michelet, Palais de Justice, Banque de France, Hôtel des Impôts. | | | | | | | | |
| GB    | Autre : - Amplitudes horaires : la ligne fonctionne du lundi au samedi de 8 h à 12 h et de 14 h à 20 h 45 environ, à raison d'un bus toutes les 15 min. - Particularités : vers 10 h et 19 h, des services partiels sont assurés à 'Mairie. | | | | | | | | |
| GB    | Dernière actualisation : — | | | | | | | | |
| NA    | Navette Aéroport/Hôtels | Navette Aéroport/Hôtels | Navette Aéroport/Hôtels | Navette Aéroport/Hôtels | Navette Aéroport/Hôtels | Navette Aéroport/Hôtels | Navette Aéroport/Hôtels | Navette Aéroport/Hôtels | Navette Aéroport/Hôtels |
| NA    | Mairie ⥋ Tillé Aéroport | | | | | | | | |
| NA    | Ouverture / Fermeture — / — | Longueur 17 km | Durée 30 min | Nb. d’arrêts 12 | Matériel Citelis Line NewA330 Hyb | Jours de fonctionnement L, Ma, Me, J, V, S, D | Jour / Soir / Nuit / Fêtes O / O / N / O | Voy. / an — | Exploitant Beauvaisis Mobilités |
| NA    | Desserte : - Communes : Beauvais et Tillé - Quartiers : Centre-ville, Voisinlieu, Argentine - Principaux lieux desservis : Centre-ville, Gare SNCF, Z.A.C de Thère, Aéroport Beauvais-Tillé - Hôtels desservis : Victor, Chenal, Kyriad, Première classe, B&B, Balladins, Campanile, Mercure, Formule 1, Hostellerie Saint-Vincent, Ibis, City Hôtel, Hôtel de la Résidence, Hôtel de la Cathédrale, Hôtel du Cygne. | | | | | | | | |
| NA    | Autre : - Amplitude horaire : la ligne fonctionne tous les jours y compris les jours fériés, à raison d'un bus par heure environ : - Matin et soir : tous les jours de 6 h 30 à 8 h et de 19 h 55 à 23 h 55 environ ; - En journée : les dimanches et fêtes, des départs s'ajoutent à ceux cités au-dessus en journée pour pallier l'absence de service de la ligne 12 ce jour-là, la ligne fonctionne alors sans discontinuer de 6 h 30 à 23 h 55 environ. - Particularités : les dimanches et fêtes en direction de l'aéroport en journée et en heures creuses, la ligne a un trajet direct, alors qu'en heures de pointe elle assure le même trajet que ceux assurés tous les jours matin et soir. | | | | | | | | |
| NA    | Dernière actualisation : — | | | | | | | | |

#### Lignes dominicales
Ces lignes ne fonctionnaient que les dimanches et jours fériés.
| Ligne | Caractéristiques | Caractéristiques                       | Caractéristiques                       | Caractéristiques                       | Caractéristiques                       | Caractéristiques                       | Caractéristiques                         | Caractéristiques                       | Caractéristiques                       |
| 11A   | Hôpital ↔ Mairie ⥋ Caurroy | Hôpital ↔ Mairie ⥋ Caurroy             | Hôpital ↔ Mairie ⥋ Caurroy             | Hôpital ↔ Mairie ⥋ Caurroy             | Hôpital ↔ Mairie ⥋ Caurroy             | Hôpital ↔ Mairie ⥋ Caurroy             | Hôpital ↔ Mairie ⥋ Caurroy               | Hôpital ↔ Mairie ⥋ Caurroy             | Hôpital ↔ Mairie ⥋ Caurroy             |
| ----- | --- | -------------------------------------- | -------------------------------------- | -------------------------------------- | -------------------------------------- | -------------------------------------- | ---------------------------------------- | -------------------------------------- | -------------------------------------- |
| 11A   | Ouverture / Fermeture — / 29 août 2016 | Longueur 14 km                         | Durée 30-35 min                        | Nb. d’arrêts 41                        | Matériel NewA330 Hyb                   | Jours de fonctionnement D              | Jour / Soir / Nuit / Fêtes O / N / N / O | Voy. / an —                            | Exploitant Beauvaisis Mobilités        |
| 11A   | Desserte : - Communes : Beauvais - Quartiers : Saint-Lucien, Centre-ville, Saint-Jean - Principaux lieux desservis : Centre hospitalier de Beauvais, Campus LaSalle, Maison de retraite Mie au Roy, Cathédrale, Centre-ville, Gare SNCF, Centre commercial Jeu de Paume, Commissariat, Piscine A. Bellier.                                                                                 |                                        |                                        |                                        |                                        |                                        |                                          |                                        |                                        |
| 11A   | Autre : - Amplitude horaire : la ligne fonctionne les dimanches et fêtes de 9 h 55 à 19 h 40 environ, à raison d'un bus toutes les une à deux heures environ. - Particularités : l'ensemble des services sont en théorie des services partiels en terminus à Mairie sur les horaires mais en réalité il s'agit du même bus qui assure le parcours sur l'intégralité de la ligne.           |                                        |                                        |                                        |                                        |                                        |                                          |                                        |                                        |
| 11A   | Dernière actualisation : — |                                        |                                        |                                        |                                        |                                        |                                          |                                        |                                        |
| 11B   | Place de Noailles ↔ Mairie ⥋ Échangeur | Place de Noailles ↔ Mairie ⥋ Échangeur | Place de Noailles ↔ Mairie ⥋ Échangeur | Place de Noailles ↔ Mairie ⥋ Échangeur | Place de Noailles ↔ Mairie ⥋ Échangeur | Place de Noailles ↔ Mairie ⥋ Échangeur | Place de Noailles ↔ Mairie ⥋ Échangeur   | Place de Noailles ↔ Mairie ⥋ Échangeur | Place de Noailles ↔ Mairie ⥋ Échangeur |
| 11B   | Ouverture / Fermeture — / 29 août 2016 | Longueur 15 km                         | Durée 40 min                           | Nb. d’arrêts 38                        | Matériel NewA330 Hyb                   | Jours de fonctionnement D              | Jour / Soir / Nuit / Fêtes O / N / N / O | Voy. / an —                            | Exploitant Beauvaisis Mobilités        |
| 11B   | Desserte : - Communes : Beauvais - Quartiers : Argentine, Centre-ville, Saint-Jean, Notre-Dame-du-Thil - Principaux lieux desservis : ASCA, L'Ouvre-boîte, Parc Kennedy, Cinespace, Gare SNCF, Gare Routière, Centre-ville, Parc Marcel Dassault, Élispace, Aquaspace, Clinique du Parc Saint-Lazare, Maladrerie Saint-Lazare.                                                             |                                        |                                        |                                        |                                        |                                        |                                          |                                        |                                        |
| 11B   | Autre : - Amplitude horaire : la ligne fonctionne les dimanches et fêtes de 9 h 25 à 11 h 20 et de 14 h à 19 h 50 environ, à raison d'un bus toutes les heures environ. - Particularités : l'ensemble des services sont en théorie des services partiels en terminus à Mairie sur les horaires mais en réalité il s'agit du même bus qui assure le parcours sur l'intégralité de la ligne. |                                        |                                        |                                        |                                        |                                        |                                          |                                        |                                        |
| 11B   | Dernière actualisation : — |                                        |                                        |                                        |                                        |                                        |                                          |                                        |                                        |
| 11C   | Mairie ⥋ Châtaigniers | Mairie ⥋ Châtaigniers                  | Mairie ⥋ Châtaigniers                  | Mairie ⥋ Châtaigniers                  | Mairie ⥋ Châtaigniers                  | Mairie ⥋ Châtaigniers                  | Mairie ⥋ Châtaigniers                    | Mairie ⥋ Châtaigniers                  | Mairie ⥋ Châtaigniers                  |
| 11C   | Ouverture / Fermeture — / 29 août 2016 | Longueur 6 km                          | Durée 15 min                           | Nb. d’arrêts 17                        | Matériel NewA330 Hyb                   | Jours de fonctionnement D              | Jour / Soir / Nuit / Fêtes O / N / N / O | Voy. / an —                            | Exploitant Beauvaisis Mobilités        |
| 11C   | Desserte : - Communes : Beauvais - Quartiers : Centre-ville, Saint-Just-des-Marais - Principaux lieux desservis : Centre-ville, Cathédrale, Espace culturel François Mitterrand, Centre commercial Jeu de Paume. |                                        |                                        |                                        |                                        |                                        |                                          |                                        |                                        |
| 11C   | Autre : - Amplitude horaire : la ligne fonctionne les dimanches et fêtes de 9 h 25 à 17 h 45 environ, à raison de quatre allers-retours par jour. |                                        |                                        |                                        |                                        |                                        |                                          |                                        |                                        |
| 11C   | Dernière actualisation : — |                                        |                                        |                                        |                                        |                                        |                                          |                                        |                                        |

#### Ligne estivale
| Ligne | Caractéristiques | Caractéristiques              | Caractéristiques              | Caractéristiques              | Caractéristiques              | Caractéristiques                              | Caractéristiques                         | Caractéristiques              | Caractéristiques                |
| 10    | Mairie ⥋ Plan d'eau du Canada | Mairie ⥋ Plan d'eau du Canada | Mairie ⥋ Plan d'eau du Canada | Mairie ⥋ Plan d'eau du Canada | Mairie ⥋ Plan d'eau du Canada | Mairie ⥋ Plan d'eau du Canada                 | Mairie ⥋ Plan d'eau du Canada            | Mairie ⥋ Plan d'eau du Canada | Mairie ⥋ Plan d'eau du Canada   |
| ----- | --- | ----------------------------- | ----------------------------- | ----------------------------- | ----------------------------- | --------------------------------------------- | ---------------------------------------- | ----------------------------- | ------------------------------- |
| 10    | Ouverture / Fermeture — / 29 août 2016 | Longueur 6 km                 | Durée 15-20 min               | Nb. d’arrêts 13               | Matériel New A330 GNV         | Jours de fonctionnement L, Ma, Me, J, V, S, D | Jour / Soir / Nuit / Fêtes O / N / N / O | Voy. / an —                   | Exploitant Beauvaisis Mobilités |
| 10    | Desserte : - Communes : Beauvais - Quartiers : Centre-ville, Saint-Lucien - Principaux lieux desservis : Centre-ville, Cathédrale, Gare routière, Gare SNCF, Espace culturel François Mitterrand, Centre commercial Jeu de Paume, Collège Jules Michelet, Lycée Jeanne Hachette, Préfecture, Conseil départemental, Plan d'eau du Canada |                               |                               |                               |                               |                                               |                                          |                               |                                 |
| 10    | Autre : - Amplitude horaire : La ligne fonctionne tous les jours de fin-juin à fin-août de 8 h 45 à 18 h 45, avec des décalages selon l'année, à raison d'un bus toutes les 45 minutes en moyenne. - Particularités : En direction du plan d'eau, les arrêts Gare routière et Gare SNCF ne sont desservis que deux fois le matin et trois fois l'après-midi ; dans l'autre sens à raison d'un service vers midi et deux l'après-midi, la ligne est prolongée depuis la mairie vers la gare SNCF en desservant ces deux mêmes arrêts. |                               |                               |                               |                               |                                               |                                          |                               |                                 |
| 10    | Dernière actualisation : — |                               |                               |                               |                               |                                               |                                          |                               |                                 |

#### Navettes intercommunales
Ces lignes fonctionnent uniquement les mercredis et samedis, jours où se déroulent les marchés.
Certaines dessertes fonctionnent uniquement sur réservation. Il s'agit de :
- Bonlier, Juvignies, du lieu-dit de Morlaine à Tillé et Nivillers sur la ligne T1 ;
- Du lieu-dit de Bongenoult à Allonne, Rochy-Condé et Warluis sur la ligne T25 ;
- Du lieu-dit de Vaux à Berneuil-en-Bray sur la ligne T7 ;
- Des lieux-dits de Friancourt, Grumesnil, La Neuvile-sur-Auneil, Sinancourt et Tiersfontaine à Auneuil sur la ligne T8.

| Ligne | Accessibilité aux personnes à mobilité réduite | Tracé | Exploitant           |
| ----- | ---------------------------------------------- | --- | -------------------- |
| T1    | Accessible aux personnes handicapées           | Beauvais - Mairie ↔ Tillé ↔ Juvignies sur réservation ↔ Verderel-lès-Sauqueuse ↔ Maisoncelle-Saint-Pierre ↔ Fontaine-Saint-Lucien ↔ Guignecourt ↔ Tillé ↔ Nivillers sur réservation ↔ Bonlier sur réservation ↔ Beauvais - Mairie | Beauvaisis Mobilités |
| T25   | Accessible aux personnes handicapées           | Beauvais - Mairie ↔ Therdonne ↔ Rochy-Condé sur réservation ↔ Warluis sur réservation ↔ Allonne ↔ Beauvais - Mairie | Beauvaisis Mobilités |
| T3    | Accessible aux personnes handicapées           | Beauvais - Mairie ↔ Milly-sur-Thérain ↔ Herchies ↔ Troissereux ↔ Fouquenies ↔ Beauvais - Mairie | Beauvaisis Mobilités |
| T6    | Accessible aux personnes handicapées           | Beauvais - Mairie ↔ Pierrefitte-en-Beauvaisis ↔ Savignies ↔ Saint-Germain-la-Poterie ↔ Saint-Paul ↔ Le Mont-Saint-Adrien ↔ Fouquenies ↔ Beauvais - Mairie                                                                         | Beauvaisis Mobilités |
| T7    | Accessible aux personnes handicapées           | Beauvais - Mairie ↔ Berneuil-en-Bray ↔ Auteuil ↔ Frocourt ↔ Saint-Martin-le-Nœud ↔ Beauvais - Mairie | Beauvaisis Mobilités |
| T8    | Accessible aux personnes handicapées           | Beauvais - Mairie ↔ Goincourt ↔ Aux Marais ↔ Rainvillers ↔ Saint-Léger-en-Bray ↔ Auneuil | Beauvaisis Mobilités |

### Lignes spéciales
Ces lignes, pour la plupart des lignes scolaires et universitaires, fonctionnent uniquement du lundi au vendredi en période scolaire uniquement, à l'exception de la navette du Centre pénitentiaire qui fonctionne les mardis, mercredis, vendredis et samedis hors jours fériés.
| Ligne | Accessibilité aux personnes à mobilité réduite | Tracé                            | Exploitant           |
| ----- | ---------------------------------------------- | -------------------------------- | -------------------- |
| S     | Accessible aux personnes handicapées           | Saint-Esprit ↔ Place Desmarquest | Beauvaisis Mobilités |
| S     | Accessible aux personnes handicapées           | Plouy Saint-Lucien ↔ George Sand | Beauvaisis Mobilités |
| S     | Accessible aux personnes handicapées           | Place Desmarquest ↔ Pellerin     | Beauvaisis Mobilités |
| S     | Accessible aux personnes handicapées           | Gare SNCF ↔ LEP Corot            | Beauvaisis Mobilités |
| S     | Accessible aux personnes handicapées           | Place Desmarquest → Fauqueux     | Beauvaisis Mobilités |

| Ligne | Caractéristiques | Caractéristiques             | Caractéristiques             | Caractéristiques             | Caractéristiques             | Caractéristiques                     | Caractéristiques                         | Caractéristiques             | Caractéristiques                |
| NL    | Navette Campus LaSalle | Navette Campus LaSalle       | Navette Campus LaSalle       | Navette Campus LaSalle       | Navette Campus LaSalle       | Navette Campus LaSalle               | Navette Campus LaSalle                   | Navette Campus LaSalle       | Navette Campus LaSalle          |
| NL    | Campus LaSalle ⥋ Gare SNCF | Campus LaSalle ⥋ Gare SNCF   | Campus LaSalle ⥋ Gare SNCF   | Campus LaSalle ⥋ Gare SNCF   | Campus LaSalle ⥋ Gare SNCF   | Campus LaSalle ⥋ Gare SNCF           | Campus LaSalle ⥋ Gare SNCF               | Campus LaSalle ⥋ Gare SNCF   | Campus LaSalle ⥋ Gare SNCF      |
| ----- | --- | ---------------------------- | ---------------------------- | ---------------------------- | ---------------------------- | ------------------------------------ | ---------------------------------------- | ---------------------------- | ------------------------------- |
| NL    | Ouverture / Fermeture — / 29 août 2016 | Longueur 7 km                | Durée 15 min                 | Nb. d’arrêts 4               | Matériel New A330 Hyb        | Jours de fonctionnement V, D         | Jour / Soir / Nuit / Fêtes N / O / N / N | Voy. / an —                  | Exploitant Beauvaisis Mobilités |
| NL    | Desserte : - Commune : Beauvais - Quartiers : Saint-Lucien, Centre-ville - Principaux lieux desservis : Campus LaSalle, Centre-ville, Résidence Jean-Baptiste Lasalle, Gare SNCF. |                              |                              |                              |                              |                                      |                                          |                              |                                 |
| NL    | Autre : - Amplitude horaire : - Vendredi : un départ assuré à 18 h 20 depuis le Campus LaSalle ; - Dimanche soir : départ de la gare à 18 h 25, 20 h 25 et 22 h 25 vers le campus en desservant la résidence universitaire. En cas de retard des trains, les horaires de la navette sont adaptés.                                   |                              |                              |                              |                              |                                      |                                          |                              |                                 |
| NL    | Dernière actualisation : — |                              |                              |                              |                              |                                      |                                          |                              |                                 |
| NCP   | Navette Centre pénitentiaire | Navette Centre pénitentiaire | Navette Centre pénitentiaire | Navette Centre pénitentiaire | Navette Centre pénitentiaire | Navette Centre pénitentiaire         | Navette Centre pénitentiaire             | Navette Centre pénitentiaire | Navette Centre pénitentiaire    |
| NCP   | Gare SNCF ⥋ Centre Pénitentiaire |                              |                              |                              |                              |                                      |                                          |                              |                                 |
| NCP   | Ouverture / Fermeture 15 décembre 2015 / — | Longueur 4 km                | Durée 10 min                 | Nb. d’arrêts 2               | Matériel Autocar             | Jours de fonctionnement Ma, Me, V, S | Jour / Soir / Nuit / Fêtes O / N / N / N | Voy. / an —                  | Exploitant Beauvaisis Mobilités |
| NCP   | Desserte : - Commune : Beauvais - Quartiers : Saint-Jean, Centre-ville - Principaux lieux desservis : Gare SNCF, Centre Pénitentiaire de Beauvais. |                              |                              |                              |                              |                                      |                                          |                              |                                 |
| NCP   | Autre : - Amplitude horaire : la ligne fonctionne les mardis, mercredis et vendredis à raison de quatre allers-retours par jour et le samedi à raison de trois allers-retours par jour. - Particularités : les horaires adaptés aux arrivées des trains en provenance et à destination de Creil et à ceux d'ouverture des parloirs. |                              |                              |                              |                              |                                      |                                          |                              |                                 |
| NCP   | Dernière actualisation : — |                              |                              |                              |                              |                                      |                                          |                              |                                 |

### Transport à la demande

#### Créabus
La ligne 6 en heures creuses et certains arrêts de la ligne 5 sont desservis via le service de transport à la demande Créabus. La réservation se fait à la centrale Oise Mobilité du lundi au samedi hors jours fériés de 8 h à 17 h 30.

#### Transport à la demande du beauvasis
Le transport à la demande du beauvaisis, mis en place le 11 mars 2010, permet aux habitants des communes de l'agglomération non desservies par les lignes régulières de se déplacer. La réservation se fait à la centrale Oise Mobilité du lundi au samedi hors jours fériés de 8 h à 19 h.
Ce TAD est découpé en deux services en fonction du jour de la semaine :
- En semaine : Ce service permet de se déplacer d'une commune à un autre de l'agglomération ou de se rendre à Beauvais. Il est interdit de se déplacer entre deux arrêts d'une même commune. Le service fonctionne les lundis, mardis, jeudis et vendredis de 7 h 30 à 19 h sauf jours fériés. Les mercredis et samedis, les navettes intercommunales assurent la desserte ;
- Les dimanches et jours fériés : Complémentaire des lignes régulières dominicales 11A à 11C, ce service permet de se déplacer d'un arrêt à l'autre sur tout le territoire de l'agglomération, y compris entre deux arrêts situés à Beauvais, de 9 h à 18 h.

## Anciennes lignes (depuis 2016)
| Ligne | Caractéristiques | Caractéristiques                                          | Caractéristiques                                          | Caractéristiques                                          | Caractéristiques                                          | Caractéristiques                                          | Caractéristiques                                          | Caractéristiques                                          | Caractéristiques                                          |
| 13    | Hôtel de Ville ⥋ Auneuil – Place | Hôtel de Ville ⥋ Auneuil – Place                          | Hôtel de Ville ⥋ Auneuil – Place                          | Hôtel de Ville ⥋ Auneuil – Place                          | Hôtel de Ville ⥋ Auneuil – Place                          | Hôtel de Ville ⥋ Auneuil – Place                          | Hôtel de Ville ⥋ Auneuil – Place                          | Hôtel de Ville ⥋ Auneuil – Place                          | Hôtel de Ville ⥋ Auneuil – Place                          |
| ----- | --- | --------------------------------------------------------- | --------------------------------------------------------- | --------------------------------------------------------- | --------------------------------------------------------- | --------------------------------------------------------- | --------------------------------------------------------- | --------------------------------------------------------- | --------------------------------------------------------- |
| 13    | Ouverture / Fermeture 2009 / 31 août 2022 | Longueur 14,2 km                                          | Durée 25-30 min                                           | Nb. d’arrêts 14                                           | Matériel Agora S Citelis Line                             | Jours de fonctionnement L, Ma, Me, J, V, S                | Jour / Soir / Nuit / Fêtes O / N / N / N                  | Voy. / an —                                               | Exploitant Beauvaisis Mobilités                           |
| 13    | Desserte : - Communes : Beauvais, Goincourt, Aux Marais, Saint-Léger-en-Bray et Auneuil - Quartiers : Centre-ville, Saint-Just-des-Marais - Principaux lieux desservis : Hôtel de ville de Beauvais, Centre-ville de Beauvais, Zone d'activités de l'Avelon, Centre commercial Intermarché Goincourt, Mairie de Goincourt, Mairie d'Aux Marais, Zone industrielle Sinancourt, Mairie d'Auneuil. - Arrêts accessibles aux personnes à mobilité réduite : Hôtel de Ville                          |                                                           |                                                           |                                                           |                                                           |                                                           |                                                           |                                                           |                                                           |
| 13    | Autre : - Amplitude horaire : la ligne circule de 6 h 25 à 8 h 55, de 12 h 30 à 13 h 25 et de 16 h 45 à 19 h 15, à raison d'un bus toutes les 45 min en moyenne le matin, un le midi, et un toutes les 50 minutes le soir. - Particularités : - Les trois premiers départs en direction d'Auneuil et les deux derniers en direction de Beauvais ne desservent pas Goincourt. - La ligne était doublée par un système de covoiturage, Oscar, qui fonctionne avec une application pour téléphone. |                                                           |                                                           |                                                           |                                                           |                                                           |                                                           |                                                           |                                                           |
| 13    | Dernière actualisation : — |                                                           |                                                           |                                                           |                                                           |                                                           |                                                           |                                                           |                                                           |
| PSL   | Navette Plouy Saint-Lucien | Navette Plouy Saint-Lucien                                | Navette Plouy Saint-Lucien                                | Navette Plouy Saint-Lucien                                | Navette Plouy Saint-Lucien                                | Navette Plouy Saint-Lucien                                | Navette Plouy Saint-Lucien                                | Navette Plouy Saint-Lucien                                | Navette Plouy Saint-Lucien                                |
| PSL   | Gare SNCF ⥋ Plouy Saint-Lucien (Place) |                                                           |                                                           |                                                           |                                                           |                                                           |                                                           |                                                           |                                                           |
| PSL   | Ouverture / Fermeture 28 août 2017 / 31 août 2022 | Longueur 7 km                                             | Durée 25 min                                              | Nb. d’arrêts 9                                            | Matériel Minibus                                          | Jours de fonctionnement L, Ma, Me, J, V                   | Jour / Soir / Nuit / Fêtes O / N / N / N                  | Voy. / an —                                               | Exploitant Cabaro                                         |
| PSL   | Desserte : - Communes : Beauvais - Quartiers : Centre-ville, Notre-Dame-du-Thil, Saint-Lucien, Plouy Saint-Lucien - Principaux lieux desservis : Gare de Beauvais, Centre commercial Jeu de Paume, Maison de retraite de la Mie au Roy, Hameau du Plouy Saint-Lucien. |                                                           |                                                           |                                                           |                                                           |                                                           |                                                           |                                                           |                                                           |
| PSL   | Autre : - Amplitude horaire et fréquence : - du lundi au vendredi : de 7 h 50 à 18 h 20 avec trois allers-retours dans la journée. |                                                           |                                                           |                                                           |                                                           |                                                           |                                                           |                                                           |                                                           |
| PSL   | Dernière actualisation : — |                                                           |                                                           |                                                           |                                                           |                                                           |                                                           |                                                           |                                                           |
| PSP   | Navette Parc Saint-Paul | Navette Parc Saint-Paul                                   | Navette Parc Saint-Paul                                   | Navette Parc Saint-Paul                                   | Navette Parc Saint-Paul                                   | Navette Parc Saint-Paul                                   | Navette Parc Saint-Paul                                   | Navette Parc Saint-Paul                                   | Navette Parc Saint-Paul                                   |
| PSP   | Gare SNCF / Gare Routière / Hôtel de Ville ⥋ Parc Saint-Paul |                                                           |                                                           |                                                           |                                                           |                                                           |                                                           |                                                           |                                                           |
| PSP   | Ouverture / Fermeture 8 juillet 2017 / 31 août 2022 | Longueur 10 km                                            | Durée 15-20 min                                           | Nb. d’arrêts 4                                            | Matériel Bus ou Car                                       | Jours de fonctionnement L, Ma, Me, J, V, S, D             | Jour / Soir / Nuit / Fêtes O / N / N / O                  | Voy. / an —                                               | Exploitant Beauvaisis Mobilités Cabaro                    |
| PSP   | Desserte : - Communes : Beauvais – Saint-Paul - Quartiers : Centre-ville - Principaux lieux desservis : Gare de Beauvais, Gare routière interurbaine, Centre-ville de Beauvais, Parc Saint-Paul. |                                                           |                                                           |                                                           |                                                           |                                                           |                                                           |                                                           |                                                           |
| PSP   | Autre : - Amplitude horaire et fréquence : - du lundi au dimanche : de 10 h 25 à 18 h 30 avec un départ de Beauvais le matin et un départ du Parc Saint-Paul le soir. - Particularités : - La ligne est exploitée par Corolis et l'Atriom du Beauvaisis. L'Atriom du Beauvaisis s'occupe de la ligne du lundi au samedi et Corolis les dimanches et jours fériés. |                                                           |                                                           |                                                           |                                                           |                                                           |                                                           |                                                           |                                                           |
| PSP   | Dernière actualisation : — |                                                           |                                                           |                                                           |                                                           |                                                           |                                                           |                                                           |                                                           |
| T1    | Beauvais — Hôtel de Ville ⥋ Auteuil — École | Beauvais — Hôtel de Ville ⥋ Auteuil — École               | Beauvais — Hôtel de Ville ⥋ Auteuil — École               | Beauvais — Hôtel de Ville ⥋ Auteuil — École               | Beauvais — Hôtel de Ville ⥋ Auteuil — École               | Beauvais — Hôtel de Ville ⥋ Auteuil — École               | Beauvais — Hôtel de Ville ⥋ Auteuil — École               | Beauvais — Hôtel de Ville ⥋ Auteuil — École               | Beauvais — Hôtel de Ville ⥋ Auteuil — École               |
| T1    | Ouverture / Fermeture 29 août 2016 / 31 août 2022 | Longueur —                                                | Durée 60 min                                              | Nb. d’arrêts —                                            | Matériel Noventis 220                                     | Jours de fonctionnement S                                 | Jour / Soir / Nuit / Fêtes O / N / N / N                  | Voy. / an —                                               | Exploitant Transdev Beauvaisis Mobilités                  |
| T1    | Desserte : - Communes :Beauvais, Goincourt, Rainvillers, Aux Marais, Saint-Léger-en-Bray, Saint-Martin-le-Nœud, Frocourt, Berneuil-en-Bray, Auteuil |                                                           |                                                           |                                                           |                                                           |                                                           |                                                           |                                                           |                                                           |
| T1    | Autre : - Amplitude horaire et fréquence : - samedis : Deux départs d'Auteuil à 8 h 15 et 14 h 30 ainsi que deux départs de Beauvais à 11 h 15 et 17 h 30. |                                                           |                                                           |                                                           |                                                           |                                                           |                                                           |                                                           |                                                           |
| T1    | Dernière actualisation : — |                                                           |                                                           |                                                           |                                                           |                                                           |                                                           |                                                           |                                                           |
| T2    | Beauvais — Hôtel de Ville ⥋ Therdonne — Centre | Beauvais — Hôtel de Ville ⥋ Therdonne — Centre            | Beauvais — Hôtel de Ville ⥋ Therdonne — Centre            | Beauvais — Hôtel de Ville ⥋ Therdonne — Centre            | Beauvais — Hôtel de Ville ⥋ Therdonne — Centre            | Beauvais — Hôtel de Ville ⥋ Therdonne — Centre            | Beauvais — Hôtel de Ville ⥋ Therdonne — Centre            | Beauvais — Hôtel de Ville ⥋ Therdonne — Centre            | Beauvais — Hôtel de Ville ⥋ Therdonne — Centre            |
| T2    | Ouverture / Fermeture 29 août 2016 / 31 août 2022 | Longueur —                                                | Durée 45 min                                              | Nb. d’arrêts —                                            | Matériel Noventis 220                                     | Jours de fonctionnement S                                 | Jour / Soir / Nuit / Fêtes O / N / N / N                  | Voy. / an —                                               | Exploitant Transdev Beauvaisis Mobilités                  |
| T2    | Desserte : - Communes : Beauvais, Bongenoult, Allonne, Villers-sur-Thère, Warluis, Rochy-Condé, Therdonne |                                                           |                                                           |                                                           |                                                           |                                                           |                                                           |                                                           |                                                           |
| T2    | Autre : - Amplitude horaire et fréquence : - samedis : Deux départs de Therdonne à 9 h 35 et 13 h 30 ainsi que deux départs de Beauvais à 12 h 30 et 16 h 30 |                                                           |                                                           |                                                           |                                                           |                                                           |                                                           |                                                           |                                                           |
| T2    | Dernière actualisation : — |                                                           |                                                           |                                                           |                                                           |                                                           |                                                           |                                                           |                                                           |
| T3    | Beauvais — Hôtel de Ville ⥋ Le Mont-Saint-Adrien — Mairie | Beauvais — Hôtel de Ville ⥋ Le Mont-Saint-Adrien — Mairie | Beauvais — Hôtel de Ville ⥋ Le Mont-Saint-Adrien — Mairie | Beauvais — Hôtel de Ville ⥋ Le Mont-Saint-Adrien — Mairie | Beauvais — Hôtel de Ville ⥋ Le Mont-Saint-Adrien — Mairie | Beauvais — Hôtel de Ville ⥋ Le Mont-Saint-Adrien — Mairie | Beauvais — Hôtel de Ville ⥋ Le Mont-Saint-Adrien — Mairie | Beauvais — Hôtel de Ville ⥋ Le Mont-Saint-Adrien — Mairie | Beauvais — Hôtel de Ville ⥋ Le Mont-Saint-Adrien — Mairie |
| T3    | Ouverture / Fermeture 29 août 2016 / 31 août 2022 | Longueur —                                                | Durée 55 min                                              | Nb. d’arrêts —                                            | Matériel Noventis 220                                     | Jours de fonctionnement S                                 | Jour / Soir / Nuit / Fêtes O / N / N / N                  | Voy. / an —                                               | Exploitant Transdev Beauvaisis Mobilités                  |
| T3    | Desserte : - Communes : Beauvais, Fouquenies, Troissereux, Milly-sur-Thérain, Herchies, Pierrefitte-en-Beauvaisis, Savignies, Saint-Germain-la-Poterie, Saint-Paul, Le Mont-Saint-Adrien |                                                           |                                                           |                                                           |                                                           |                                                           |                                                           |                                                           |                                                           |
| T3    | Autre : - Amplitude horaire et fréquence : - samedis : Deux départs du Mont-Saint-Adrien à 8 h 15 et 14 h 30 ainsi que deux départs de Beauvais à 11 h 15 et 17 h 30. |                                                           |                                                           |                                                           |                                                           |                                                           |                                                           |                                                           |                                                           |
| T3    | Dernière actualisation : — |                                                           |                                                           |                                                           |                                                           |                                                           |                                                           |                                                           |                                                           |
| T4    | Beauvais — Hôtel de Ville ⥋ Juvignies — Place | Beauvais — Hôtel de Ville ⥋ Juvignies — Place             | Beauvais — Hôtel de Ville ⥋ Juvignies — Place             | Beauvais — Hôtel de Ville ⥋ Juvignies — Place             | Beauvais — Hôtel de Ville ⥋ Juvignies — Place             | Beauvais — Hôtel de Ville ⥋ Juvignies — Place             | Beauvais — Hôtel de Ville ⥋ Juvignies — Place             | Beauvais — Hôtel de Ville ⥋ Juvignies — Place             | Beauvais — Hôtel de Ville ⥋ Juvignies — Place             |
| T4    | Ouverture / Fermeture 29 août 2016 / 31 août 2022 | Longueur —                                                | Durée 45 min                                              | Nb. d’arrêts —                                            | Matériel Noventis 220                                     | Jours de fonctionnement S                                 | Jour / Soir / Nuit / Fêtes O / N / N / N                  | Voy. / an —                                               | Exploitant Transdev Beauvaisis Mobilités                  |
| T4    | Desserte : - Communes : Beauvais, Nivillers, Bonlier, Guignecourt, Fontaine-Saint-Lucien, Maisoncelle-Saint-Pierre, Verderel-lès-Sauqueuse, Juvignies |                                                           |                                                           |                                                           |                                                           |                                                           |                                                           |                                                           |                                                           |
| T4    | Autre : - Amplitude horaire et fréquence : - samedis : Deux départs de Juvignies à 9 h 35 et 13 h 30 ainsi que deux départs de Beauvais à 12 h 30 et 16 h 30. |                                                           |                                                           |                                                           |                                                           |                                                           |                                                           |                                                           |                                                           |
| T4    | Dernière actualisation : — |                                                           |                                                           |                                                           |                                                           |                                                           |                                                           |                                                           |                                                           |